# Мальтійські конвої
Мальті́йські конво́ї (англ. Malta Convoys) — низка транспортних конвоїв, здійснених під ескортом бойових кораблів ВМС Великої Британії, Австралії, Канади, США та інших країн, і мала за мету доставку вантажів та військового поповнення на обложену Мальту, а також евакуацію з острова під час Другої світової війни. Протягом 2,5 років західні союзники, попри серйозну протидію з боку італійських і німецьких ВМС та їх повітряних сил, здійснювали забезпечення обложеного острова.
Зі зростанням інтенсивності збройної боротьби на Середземноморському театрі дій Мальта, завдяки своєму стратегічному положенню в акваторії Середземного моря, набула колосального значення. Вона відігравала виняткову роль острівної стратегічної бази, з якої британські військово-морські й повітряні сили могли переривати потік людей і матеріалів до армій країн Осі, що билися в Північній Африці, які, у свою чергу, загрожували Єгипту, Суецькому каналу й, потенційно, британським нафтовим родовищам на Близькому Сході.
Неспроможність Італії самотужки оволодіти Мальтою та її військові катастрофи в боях у Лівії та Греції, підштовхнули Гітлера до рішення про німецьке втручання в події на Середземному морі. З появою німецької бомбардувальної авіації та її підводних човнів у Середземномор'ї морська блокада навколо острова посилилася, а загальна ситуація на Мальті значно погіршала. Але стратегічне значення острова набуло настільки вирішального значення, що керівництво Великої Британії було вимушене піти на великий ризик і зазнати важких втрат на флоті лише для того, щоб утримати острів.
Британцям довелося організувати систему конвоїв з метою забезпечення постачання на острів. Найважливіші вантажі невеликого об'єму й деякий персонал прямували швидкохідними військовими кораблями (зазвичай це були мінні загороджувачі типу «Абдель») і підводними човнами. Винищувачі типу «Гаррікейн» та «Спітфайр», що мали вирішальне значення для протиповітряної оборони острова, доставлялися якомога ближче до острова авіаносцями, а далі самостійно перелітали на аеродроми Мальти; це отримало назву «Клубний забіг».
На середину 1942 року ситуація на Мальті стала критичною, острів потерпав від нестачі найнеобхіднішого, гарнізон вже був не в змозі утримувати острів. Лише наприкінці 1942 року, після перемоги військ Б. Монтгомері під Ель-Аламейном, коли союзні армії змогли вибити німецько-італійські війська Е. Роммеля з Єгипту, та висадки в Алжирі морського десанту союзників, становище військової бази на острові кардинально полегшилося й транспортні судна отримали можливість майже безперешкодно діставатися Мальти.

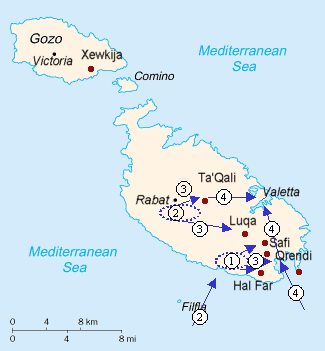
Карта операції «Геркулес» — повномасштабного вторгнення німецько-італійського десанту на острів.

## Загальна обстановка

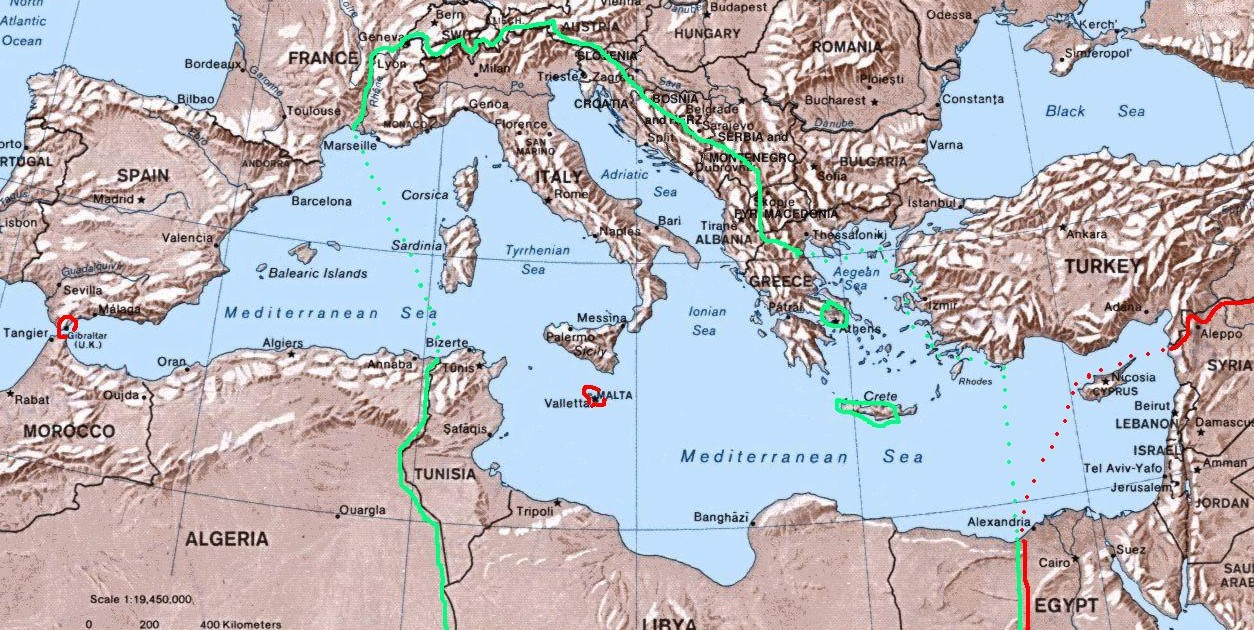
Середземноморський ТВД. Літо 1942 (зеленим кольором позначена зона відповідальності італійських Збройних сил на ТВД, червоним — британські війська)

Географічне положення острова, розташованого неподалік від протоки між Сицилією й Тунісом, грало виключну роль у системі захисту британських інтересів. Контроль над Середземним морем був життєво необхідним для Англії — тут пролягала «лінія життя» Британської імперії. З початком активних дій на Середземноморському театрі та капітуляцією головного союзника Великої Британії Франції острів опинився на перехресті найважливіших морських шляхів, що зв'язували Італію з Лівією, а Велику Британію крізь Суецький канал з Британською Індією, Східною і Південною Африкою та володіннями на Сході, а також основними виробниками нафти, Іраком та Іраном. І для Італії, і для Великої Британії острів набув вирішального значення. Мальту можна було використовувати як базу для перехоплення військових і комерційних вантажів противника, а також для захисту власних колоніальних володінь від зазіхань супротивника.
10 червня 1940 року Італія оголосила війну союзникам, однак Муссоліні не наважився відразу надіслати «ескадри з Таранто», щоб негайно окупувати Мальту, як пропонував йому адмірал Карло Бергаміні. Водночас, надзвичайна близькість до італійських баз та аеродромів на сусідній Сицилії, зробила підтримку британцями свого острова набагато складнішою через віддаленість британського Гібралтару на заході та Кіпру, Єгипту й Палестини на сході.
Вже 11 червня бомбардувальники Королівських італійських повітряних сил двома хвилями атакували острів, здійснивши перший з кількох тисяч нальотів на Мальту.
Тільки через два тижні після оголошення Італією війни та з підписанням другого перемир'я в Комп'єні закінчився доступ британського флоту до інфраструктур французьких середземноморських морських баз. Провокаційний напад на Мерс-ель-Кебір 3 липня 1940 року спричинив сплеск французьких антипатій до Британії. Підтримка генерала Франсіско Франко в громадянській війні в Іспанії країнами Осі викликала неабияке занепокоєння з приводу безпеки британського Гібралтару.
У вересні 1940 року вторгнення італійської армії до Єгипту призвело до втрати Киренаїки. У січні 1941 року Німеччина надіслала «Африканський корпус» генерала Е.Роммеля до Лівії в межах операції «Зоненблюме», а згодом на Сицилії був зосереджений X повітряний корпус німецької військової авіації для захисту шляхів комунікації італійсько-німецького угруповання.
У квітні 1941 року німецький X повітряний корпус був передислокований до Греції, де взяв участь у битві; у вересні в Саламіні була сформована 23-тя підводна флотилія. Ситуація значно погіршала, коли в грудні 1941 року Японська імперія оголосила війну західним країнам і в квітні 1942 року розпочала активну війну в акваторії Індійського океану; наявних ресурсів для підтримки обложеної Мальти стало значно менше. Британське володіння, острів Мальта, загальною площею 246 км2 з населенням 275 000 осіб, виробляло сільськогосподарської продукції в такій кількості, котра могла прогодувати тільки третину власного населення. На початку 1942 року безпека військово-морської інфраструктури для захисту конвоїв у портах Мальти перестала бути ефективною. Кілька військових кораблів було потоплено прямо в гавані, інші були передислоковані з острова. Зі зниженням кількості конвоїв Мальта стала потерпати від дефіциту найнеобхіднішого. Гарнізон та місцеві мешканці острова потребували постійного надходження вантажів, у першу чергу продовольства й питної води, а також озброєння, боєприпасів, паливно-мастильних матеріалів для повітряного та морського компонентів захисту острова.
На початок облоги мальтійська система ППО була в жалюгідному стані: тільки 34 важкі і 8 легких зенітних гармат (замість необхідних за планами оборони 112 і 60 відповідно). Одна радіолокаційна станція і чотири застарілі винищувачі-біплани, «Гладіатори» (невдовзі в строю лишилося тільки 3).
Італійсько-німецьке командування серйозно планувало повномасштабне вторгнення на острів із застосуванням повітряного та морського десантів, але так і не спромоглося реалізувати його через об'єктивні та суб'єктивні причини.

## 1940 рік
Першими суднами, що вельми умовно можна вважати конвоями, були суховантажні судна Novasli і Masirah, які вийшли з Гібралтару, 5 та 7 червня 1940 року відповідно. Обидва судна, ймовірно, прибули на Мальту ще до офіційного оголошення Італією стану війни, 10 або 11 червня, і не були ніким атаковані. На Мальті судна стояли в гавані Валетти й пізніше увійшли до складу перших конвоїв з острова.

### ОпераціяMA.5(липень 1940)
Морська операція під кодовим номером MA.5 була першою спробою британців провести два конвої (MF-1 та MS-1) з Мальти до Александрії. Для прикриття обох конвоїв у море вийшов британський Середземноморський флот під командуванням адмірала Е. Каннінгема (4 лінкори, 1 авіаносець, 7 крейсерів і 21 есмінець), який крейсував у Мессінській протоці. Ескадра італійського флоту під командуванням віцеадмірала Ініго Кампйоні (2 лінкори, 6 важких і 8 легких крейсерів та 32 есмінці) поверталася до Італії після супроводу власного транспортного конвою до Бенгазі.
Ендрю Б. Каннінгем, віддаючи перевагу активним наступальним діям, нав'язав противнику бій безпосередньо біля італійських берегів. Для обох флотів ця сутичка перетворилася на бій біля Калабрії, в результаті якого англійський флот майже не постраждав, навіть попри підтримку наземної авіації супротивника; італійські сили (1 лінкор та 1 важкий крейсер) зазнали серйозних пошкоджень.

#### КонвойMF-1
9 липня 1940 року з Мальти вийшов перший конвой під умовним позначенням MF-1 (англ. Malta Fast 1, MF-1), на який покладалася задача евакуації членів сімей британських військовослужбовців та частини працівників мальтійської верфі, що направлялися до Александрії для поповнення військово-морської бази кваліфікованим персоналом. До складу конвою входили швидкохідні судна El Nil, Knight of Malta та Rodi. Конвой прибув до Александрії 11 липня ніким не атакований на всьому шляху.

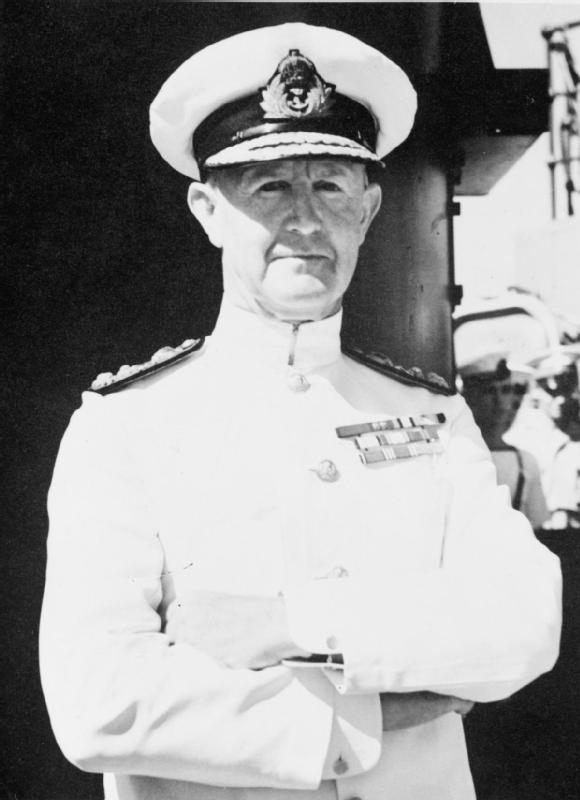
Британський адмірал Ендрю Браун Каннінгем

#### КонвойMS-1
10 липня 1940 року з Мальти вийшов тихохідний конвой MS-1 (англ. Malta Slow 1, MS-1), до складу якого входили транспортні судна: Kirkland, Masirah, Novasli, Tweed та Zeeland. 14 липня другий конвой також без втрат прийшов до Александрії в Єгипет.

### Операція«Гаррі»(1-4 серпня1940)
У період з 1 по 4 серпня 1940 року британцями була терміново організована та проведена операція «Гаррі» (англ. Operation Hurry). Головною метою операції була спроба якомога скоріше доставити на обложений острів 12 винищувачів Hawker Hurricane, де вони були вкрай необхідні для захисту бази з повітря. До операції були залучені майже всі наявні військові кораблі Королівського флоту в Середземному морі, як від Середземноморського флоту адмірала Е. Каннінгема, що базувався в Александрії, так і від З'єднання Н адмірала Дж. Сомервілля з базою в Гібралтарі.

### ОпераціяHats/MB(серпень-вересень 1940)
Друге масштабне проведення транспортних суден Середземномор'ям було успішно здійснено британським флотом наприкінці серпня — початку вересня того ж року. Одночасно проводилося дві операції, які часто іменують операція «Гатс/MB» (англ. "Hats / MB"). Всупереч деяким непорозумінням та відсутності чіткої системи нумерації конвоїв на Середземномор'ї на той час, під індексом «Гатс» мається на увазі частина операції з конвоювання суден силами флоту, що базувалися в Гібралтарі; під індексом «MB» — частина операції, котра реалізовувалася силами Середземноморського флоту з базуванням в Александрії.
30 серпня обидві складові конвою вийшли з Гібралтару. Під час переходу конвою MF-2, що прямував через Мальту до Александрії, у складі З'єднання F перекидалося підкріплення для Середземноморського флоту з Гібралтару до Єгипту. Активними діями це з'єднання відвертало увагу італійців від конвою, одночасно слугуючи його додатковим прикриттям від атак надводних сил противника. До сицилійських проток перехід цих кораблів прикривався кораблями З'єднання Н.
Під час цієї операції, що включала передислокацію кораблів посилення Середземноморського флоту з Гібралтару, на Мальту було доставлено вантажі з лінкора «Веліант» і крейсерів ППО «Калькатта» і «Ковентрі». На борту «Веліант» перебували 8 3,7-дюймових зенітних гармат і 10 40-мм автоматичних зенітних гармат фірми Bofors, а також боєприпаси й звичайні запаси з трьох суден.

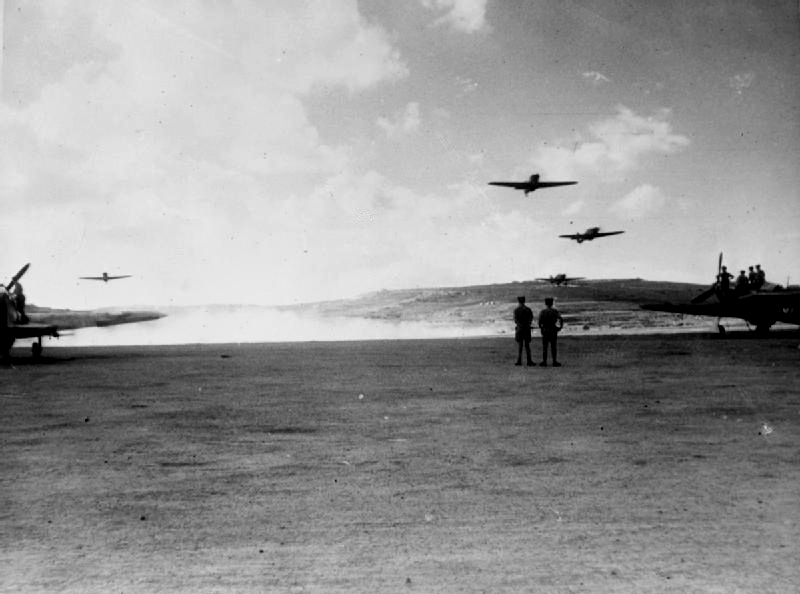
Британські винищувачі «Гаррікейн» злітають на перехоплення літаків противника з мальтійського аеродрому

#### КонвойMF-2
29 серпня 1940 року другий швидкий конвой MF-2 (англ. Malta Fast 2, MF-2) вийшов з Александрії і 2 вересня практично без перешкод прибув до Мальти. До складу конвою входили: рефрижераторне судно Cornwall, перевізник палива типу RFA Plumleaf та суховантажне судно Volo. Ескорт супроводження включав бойові кораблі: 3 крейсери «Глостер», «Кент» та «Ліверпуль» і 4 ескадрені міноносці «Дейнті», «Даймонд», «Джервіс» та «Джуно». З кораблів супроводу до Мальти прямували тільки есмінці.
Одночасно з Александрії на додаток до кораблів супроводу конвою вийшов Середземноморський флот у складі 2 лінкорів «Малайя» та «Ворспайт», авіаносця «Ігл», 2 крейсерів і 12 есмінців.
31 серпня конвой був атакований італійськими бомбардувальниками й транспорт Cornwall отримав пошкодження, від яких загорівся. І хоча пожежа охопила «Корнвол», екіпаж судна успішно боровся з полум'ям та спромігся довести транспорт до порту Валлетти. Інші транспортні судна прибули на острів без ушкоджень.
1 вересня з'єднання F, що відігравало роль прикриття транспортного конвою, безперешкодно пройшло протоки, після чого було зустрінуте кораблями Середземноморського флоту і без втрат повернулося до Гібралтару.

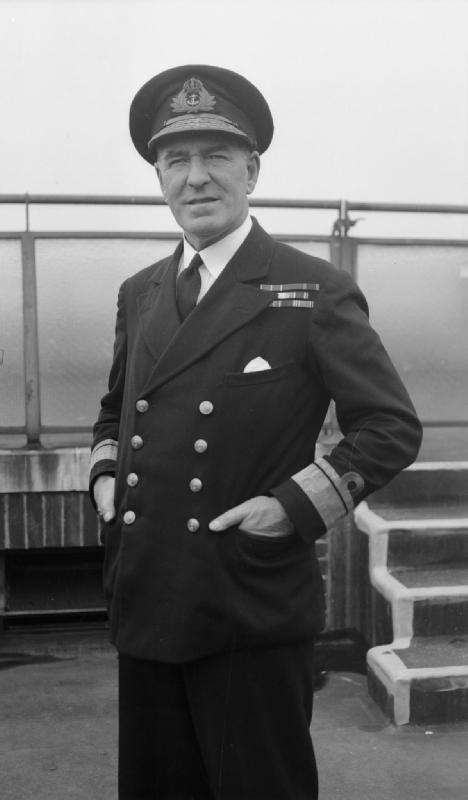
Британський віцеадмірал Гарольд Барроу

### ОпераціяMB.6(жовтень 1940)
У першій половині жовтня 1940 року британський Середземноморський флот провів ще одну комплексну операцію з далекого прикриття подвійного конвою, який спочатку доставив військове підкріплення на Мальту, а згодом транспорти під їх прикриттям повернулися до Александрії.

#### КонвойMF-3
8 жовтня 1940 року британсько-австралійський конвой з військами у кількості 4 транспортних суден (Clan Ferguson, Clan Macaulay, Lanarkshire та Memnon) вийшов з єгипетського порту Александрія під захистом крейсерів «Калькатта» і «Ковентрі» і есмінців «Стюарт», «Вояджер», «Вотерген» та «Райнек». 11 жовтня конвой без втрат прибув на Мальту.
На той час у відкритому морі вже перебував Середземноморський флот, який з отриманням сигналу про вихід конвою забезпечив його безперешкодний супровід на всьому шляху до острова. Під час проведення операції есмінець «Імпіріал» підірвався на міні і його відбуксирували на Мальту.

#### КонвойMF-4
Через пару днів після прибуття конвою MF-3 на острів та його розвантаження, конвой MF-4, що був зібраний з транспортних суден: Cornwall, Plumleaf і Volo та канонерського човна «Ейфіс», вирушив з Мальти назад до Александрії у супроводі бойових кораблів, що прийшли з конвоєм MF-3: крейсерів «Калькатта» і «Ковентрі» і есмінців «Вотерген» та «Райнек». 16 жовтня конвой без ексцесів прибув до пункту призначення.
12 жовтня 1940 року незалежно від задач щодо захисту переходу конвоїв британці провели раптовий нічний рейд, під час якого крейсер «Ейджекс» вступив до бою з трьома італійськими військовими кораблями. Два кораблі — міноносці «Айроне» і «Аріель» — «Айджекс» потопив, причому «Аріель» вибухнув. У третій корабель — есмінець «Артільєре» — «Ейджекс» також влучив і вивів його з ладу; пізніше його виявив крейсер «Йорк». Італійський міноносець не міг чинити опір, здався і був затоплений британцями. Трохи пізніше крейсер «Ейджекс» провів бій ще з двома кораблями, який вважався безрезультатним. За іншими даними, втрати італійців склали: 2 міноносці й 1 есмінець потопленими, а також 1 есмінець («Ав'єре») пошкодженим.

### ОпераціяMB.8(листопад 1940)
Операція MB.8 (англ. Operation MB.8), яка проводилася в період з 4 до 11 листопада 1940 року силами британського Королівського флоту, являла собою масштабне комплексне проведення конвоїв майже по всій акваторії Середземного моря. Вона складалася з декількох частин: операції Coat, операції Crack, проведення конвоїв MW 3, ME 3, AN 6 та головної складової операції — прикриття відомого нальоту на Таранто. Комплексна військово-морська операція реалізовувалася силами 6 оперативних груп ВМС, загальна кількість бойових кораблів становила: два авіаносці, п'ять лінкорів, 10 важких та легких крейсерів, 30 есмінців, у тому числі більшу частину сил З'єднання Н, на яку покладалася задача захисту 4 різних конвоїв.
Характерною рисою надзвичайно складної операції MB.8, з її різними силами і задачами, було те, що британцям вдалося обдурити італійців, які вважали, що противник зосереджує свої основні зусилля на супроводі конвоїв. Водночас у контексті проведення такої багатопланової операції, англо-австралійському флоту вдалося досягти максимального успіху при мінімальних втратах.

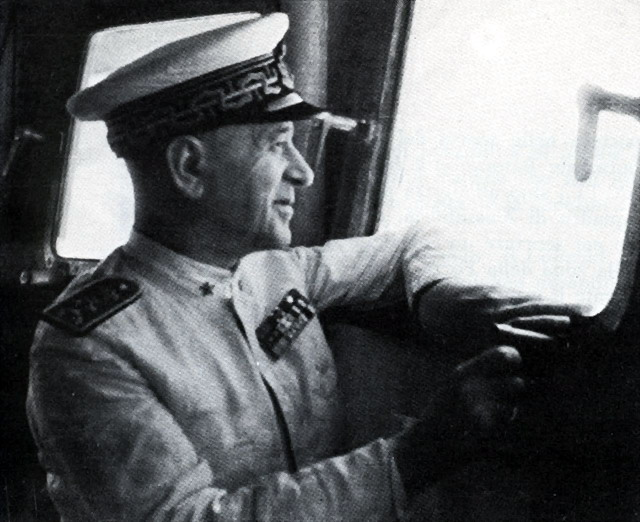
Італійський віцеадмірал Ініго Кампйоні

#### ОпераціяДжаджмент
Операція «Джаджмент» (англ. Operation Judgement) (11 на 12 листопада 1940 року) проводилася під загальним командуванням британського адмірала Е. Каннінгема з метою ліквідації переваги італійського флоту на Середземному морі шляхом раптової атаки торпедоносцями палубної авіації з авіаносця «Іластріас» по кораблях Regia Marina, що базувалися на військово-морській базі Таранто на півдні Апеннінського півострова. Операція проводилася за підтримки двох важких («Бервік» і «Йорк»), двох легких крейсерів («Глостер» і «Глазго») та чотирьох есмінців («Гіперіон», «Айлекс», «Гейсті» і «Гавлок»).
У результаті проведення раптової нічної атаки один італійський лінкор («Конте ді Кавур») було потоплено і два — серйозно пошкоджено («Літторіо» та «Кайо Дуйліо»); флот Великої Британії захопив ініціативу на Середземному морі.
Атака довела можливість ефективних дій палубної авіації проти важких кораблів, що перебувають у захищеній гавані. Операція стала прикладом для здійснення подібної атаки японцями на Перл-Гарбор у грудні 1941 року.

### ОпераціяCollar/MB.9(листопад 1940)
Наприкінці листопада 1940 року британський флот організував чергове проведення пари мальтійських конвоїв, паралельно з проведенням наскрізного конвою, що прямував з Гібралтару до Східного басейну Середземномор'я. Частина операції, яка проводилася в східній частині моря отримала назву «MB.9», у західній — Collar. Середземноморський флот, що виконував функції далекого прикриття зазначених конвоїв у Східному Середземномор'ї, крім цього, завдавав удару по Триполі й прикривав рух транспортів між Грецією, бухтою Суда на Криті і Єгиптом.

#### КонвойMW-4
23 листопада з Александрії на Мальту вийшли швидкохідний транспорт Breconshire, суховантажні судна Clan Ferguson, Clan Macaulay і Memnon. Одночасно з Мальти прямували порожні транспорти: Cornwall, Devis, Rodi, Volo і Waiwera, що поверталися до Александрії.
Для прикриття конвоїв була сформована безпосередня охорона конвоїв з крейсерів ППО «Ковентрі» і «Калькатта» і есмінців «Ґрейгаунд», «Вампайр», «Вояджер», «Вендетта», що вийшла з Александрії. Основні сили флоту Співдружності також вийшли в море, як прикриваючи ці конвої, так і одночасно проводячи комплекс дій з посилення союзних військ у бухті Суда й атаку на Додеканеські острови. 26 листопада конвой MW-4 прибув на Мальту без втрат.

#### ОпераціяCollar(листопад 1940)
Операція Collar була спланована командуванням британських ВМС, як комплексна операція з проведення конвою з необхідним вантажем для військ, що дислокувалися на Мальті, у Греції та на Криті. Одночасно за задумом флотського керівництва здійснювався перехід кількох кораблів до нових баз і перекидання військ морем. Для реалізації всіх завдань наявні військово-морські сили було поділено на 3 оперативні групи: оперативна група «B», оперативна група «F» та оперативна група «D».
Загальний задум плану операції полягав у тому, що оперативні групи «В» і «F» мали супроводжувати й захищати проходження транспортів і корветів від Гібралтару через Західне Середземномор'я; надалі конвой мав зустрітися з оперативною групою «D» на південь від Сардинії приблизно опівдні 27 листопада. Всі три групи зосереджувалися в районі між Сицилією й мисом Бон. З настанням ночі оперативна група «F», посилена крейсером «Ковентрі» й есмінцями групи «D», мала пройти через вузьку протоку до Східного Середземномор'я, де наступного дня її зустрічали кораблі Середземноморського флоту. Оперативна група «D» зі складу Середземноморського флоту: лінкор «Раміліз» з трьома крейсерами під прикриттям есмінців, мала зустріти цей конвой і створити додатковий ескорт у районі Сицилійської протоки. Оперативна група «B» з «Раміліз», «Ньюкасл» і «Бервік» потім мала повернутися до Гібралтару. В рамках операції Collar союзний флот прикривав проведення двох вантажних суден на Мальту й одного до бухти Суда. Одночасно в складі угруповання перекидалося підкріплення для Середземноморського флоту.
Курс конвою було прокладено якомога ближче до берега Алжиру, який вважався нейтральним, з метою пройти на максимальній відстані від Сицилійських авіабаз.
Операція розпочалася 12 листопада 1940 року, коли оперативна група «F»: три швидкохідні транспорти: Clan Forbes, Clan Fraser і New Zealand Star під захистом двох крейсерів, «Манчестер» і «Саутгемптон» вийшли від берегів Англії й вирушили в напрямку Середземного моря. На додаток до важливих вантажів, припасів, що перевозилися транспортними суднами, на борту крейсерів було також 1370 осіб технічного персоналу Королівських ПС, гостру нестачу таких фахівців зазнавала обложена Мальта. У Гібралтарі крейсери «Манчестер» і «Саутгемптон» завантажили на борт війська, що призначалися для Мальти, та були доставлені туди з метрополії транспортом Franconia.

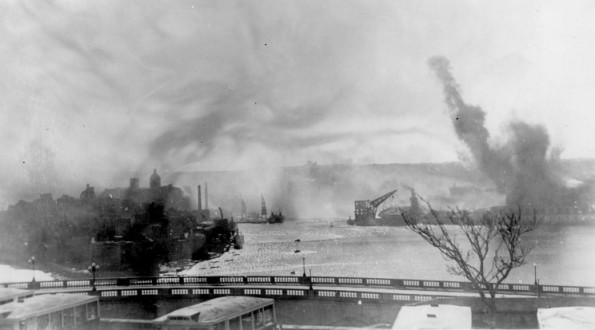
Британський авіаносець «Іластріас» під бомбардуванням німецьких Ju 87 у Великій гавані. Мальта, січень 1941

25 листопада конвой Collar пройшов через Гібралтарську протоку й увійшов до Середземного моря. Військові транспортні судна Clan Forbes і Clan Fraser прямували з вантажем на Мальту, водночас транспорт New Zealand Star продовжував свій шлях до бухти Суда у супроводі есмінців: «Данкен», «Готспар», «Велокс», «Відет», «Реслер» і корветів: «Піоні», «Салвіа», «Глоксініа», «Гайоцинт». З есмінців тільки «Велокс» і «Реслер» прикривали судна в Сицилійській протоці.
Далеке прикриття конвою в східній частині Середземного моря забезпечувала оперативна група «С» Середземноморського флоту: авіаносець «Ігл», лінкори «Малайя» і «Барем».
Активність та вихід оперативної групи «D» з Александрії не уникнули уваги розвідки італійців, і о 12:00 26 листопада потужні сили італійського флоту під командуванням адмірала І.Кампйоні залишили Неаполь і Мессіну, вийшовши в район мису Спартівенто (Сардинія) з наміром перехопити британські конвої та раптовим ударом завдати поразки противникові. Таке втручання Італійського флоту викликало зміни в планах операції, і врешті-решт 27 листопада відбулася битва, яка стала відома як бій біля мису Спартівенто.
Протягом битви конвой з невеликою охороною продовжував рух, поки обидві ескадри, об'єднавшись, переслідували італійський флот, який, однак, утік під прикриттям димової завіси. Під час бою важкий крейсер «Бервік» був уражений вогнем противника. З італійської сторони принаймні два кораблі отримали влучання. 26 листопада транспорти й охорона конвою безперешкодно дісталися Мальти. Транспортне судно New Zealand Star і корвети вирушили далі до бухти Суда разом з дрифтерами Fellowship і Lanner.

#### КонвойME-4
26 листопада 1940 року після прибуття на острів конвою MW-4 з Мальти вийшов конвой ME-4, який складався з п'ятьох порожніх транспортів Cornwall, Devis, Rodi, Volo і Waiwera, що супроводжувалися крейсером ППО «Калькатта» й есмінцями австралійських ВМС «Вампайр», «Вендетта», «Вояджер». 29 листопада конвой прибув до Александрії. Далі судна Cornwall, Rodi і Volo відокремилися від основних сил і попрямували до Порт-Саїду.

### ОпераціяMC.2/Hide(грудень 1940)
Наприкінці 1940 року керівництво Середземноморського флоту організувало та успішно провело чергову комплексну операцію, яка отримала кодове найменування MC.2. Операція мала п'ять основних задач: проведення двох конвоїв на Мальту й повернення одного з Мальти, прикриття конвою з грецького порту Пірей до Александрії й проведення військового транспорту SS Ulster Prince на Крит і далі до Греції. До того ж, по ходу операції, палубна авіація флоту здійснила наліт на Додеканеські острови, а крейсери й есмінці провели рейд в Адріатиці; авіаційний наліт і артилерійський обстріл з моря узбережжя Албанії.
Основне оперативне угруповання союзного флоту на Середземному морі, З'єднання Н, раніше вийшло з Александрії й перебувало у відкритому морі в рамках проведення операції «Hide» у західній частині Середземномор'я, яка мала за мету забезпечення захисту конвою MG-1, що йшов з Мальти прямо до Гібралтару, і супровід лінкора «Малайя», який виводився зі складу Середземноморського флоту до метрополії.

#### КонвойMW-5А
Після полудня 16 грудня 1940 року конвой MW-5А із суховантажними суднами Lanarkshire і Waiwera під захистом лінкора «Малайя» й есмінців «Дефенде», «Даймонд», «Нубіан» і «Райнек», вийшов з Александрії та 20 грудня без втрат прибув на Мальту.

#### КонвойMW-5B
Цей конвой спочатку поділявся на дві складові: 15 грудня перша частина, що складалася з торговельних суден: Pontfield, Rodi, Volo та SS Ulster Prince вийшла з Порт-Саїда. Вранці 16 грудня з Александрії вийшла друга частина конвою: суховантажі Devis і Hoegh Hood у супроводі крейсера ППО «Калькатта», есмінця «Гавок» і підводного човна «Партіан».
У морі обидві частини прикривалися основними силами флоту, що вийшли з Александрії. На додаток до цих сил крейсер «Орайон», що перебував у Піреї, та крейсери «Айджекс» і «Сідней» прямували на з'єднання з бухти Суда.
О 8:00 17 грудня дві частини конвою MW-5B з'єдналися. Hoegh Hood через малу швидкість відстав і продовжив шлях окремо під охороною есмінця «Гавок». 20 грудня обидва конвої (MW-5A і MW-5B), а трохи пізніше — Hoegh Hood — безперешкодно прибули на Мальту.

#### КонвойME-5А
Конвой ME-5А був сформований на Мальті з порожніх транспортних суден, які переганяли до Александрії: Breconshire, Clan Ferguson, Clan Macaulay і Memnon. 20 грудня конвой вийшов після полудня в супроводі крейсера ППО «Калькатта», есмінця «Райнек» і корветів «Гайоцинт», «Піоні» і «Салвіа» і 23 грудня неушкодженим прибув до Александрії.

#### КонвойMG-1
Одночасно після полудня 20 грудня з Мальти вийшов ще один конвой MG-1, який мав своїм пунктом призначенням Гібралтар. До складу конвою входили військові транспортні судна Clan Forbes і Clan Fraser. Його супроводжували лінкор «Малайя», який прибув на Мальту разом з MW-5А, і есмінці «Гейсті», «Геревард», «Гіро», «Гіперіон», «Айлекс».

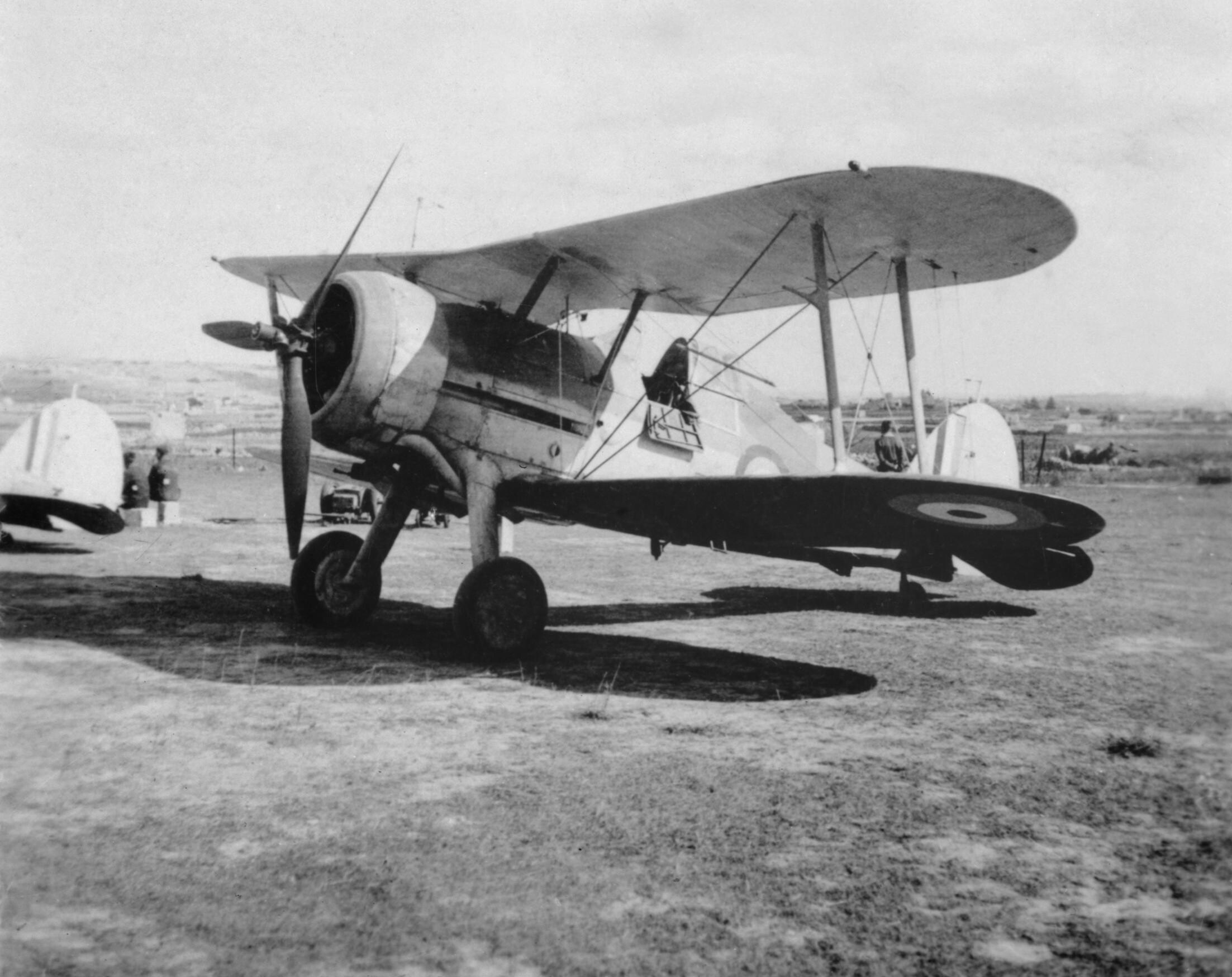
Британський торпедоносець Gloster Sea Gladiator на мальтійському аеродромі. Вересень 1940

Решта флоту, яка охороняла ME-5А від можливої надводної атаки, знову повернула на захід і взяла під охорону MG-1 в період з 15:00 до 19:30 21 грудня, після чого конвой з лінкором «Малайя» і п'ятьма есмінцями продовжив самостійний шлях на захід, до зустрічі зі з'єднанням H, яке вийшло з Гібралтару, а Середземноморський флот повернувся до Александрії.
Пізніше на переході есмінець «Гіперіон» підірвався на міні й пізніше був потоплений есмінцем «Джейнес», який після отримання інформації про підрив було надіслано на допомогу з Мальти разом з 14-ю флотилією есмінців.
Протягом 24 грудня, З'єднання Н Королівських ВМС, лінкор «Малайя» і конвой MG-1 прийшли до Гібралтару, завершивши таким чином усі конвойні операції, пов'язані з Мальтою на 1940 рік.

### Підсумки 1940 року
Попри те, що з початком війни на Середземному морі сили супротивників були практично рівними, італійці не поспішали реалізовувати ті переваги, які мали. Британці значно поступалися супротивникові у двох найважливіших видах озброєння. Вони мали значно менше підводних човнів і літаків. Італія мала більше 100 підводних човнів, що значно перевищувало можливості британського флоту. Британська 1-ша флотилія підводних човнів мала всього 12 човнів, що базувалися у Валлетті та Александрії. Протягом першого тижня вони втратили 3 з них. Англійці мали приблизно стільки ж есмінців, скільки мали італійці, проте, британські есмінці були розділені між Александрією і Гібралтаром, і тому не було навіть необхідного мінімуму для супроводу своїх конвоїв, а також для вирішення багатьох інших завдань.
Теоретично італійський підводний флот міг змінити весь хід війни, але він рідко демонстрував свої можливості. Підводні човни діяли вкрай погано, і вже до кінця червня 1940 британці потопили десять з них.

Британський авіаносець «Арк Роял» під час битви біля мису Спартівенто під бомбардуванням італійської авіації. Фото з борту легкого крейсера «Шеффілд». 27 листопада 1940

З початком війни перші 2 тижні на морі утримувалося хитка рівновага. Хоча головні сили італійського флоту відстоювалися в портах, Мальта стала головною ціллю інтенсивних бомбардувань, яким острів піддавався понад 2 роки.
Усе змінилося 24 червня, коли капітулювала Франція. Баланс сил на морі різко змінився на користь Італії. Флот Е. Каннінгема тепер значно поступався противнику в легких силах. Перевага британців у лінкорах була скоріше номінальною, ніж реальною. На щастя для них, ситуація, яка склалася після завершення Норвезької кампанії, дозволила Адміралтейству надіслати до Гібралтару сильну ескадру віцеадмірала сера Дж. Сомервілля, яка отримала назву «З'єднання Н».
Наприкінці червня загальна ситуація на Мальті була настільки загрозливою, що могла перетворитися на катастрофу, якби італійці скористалися своєю величезною перевагою й атакували острів. Мальта перебувала, по суті, у беззахисному стані, не могла забезпечити базування кораблів, а ударних літаків на острові майже не було.

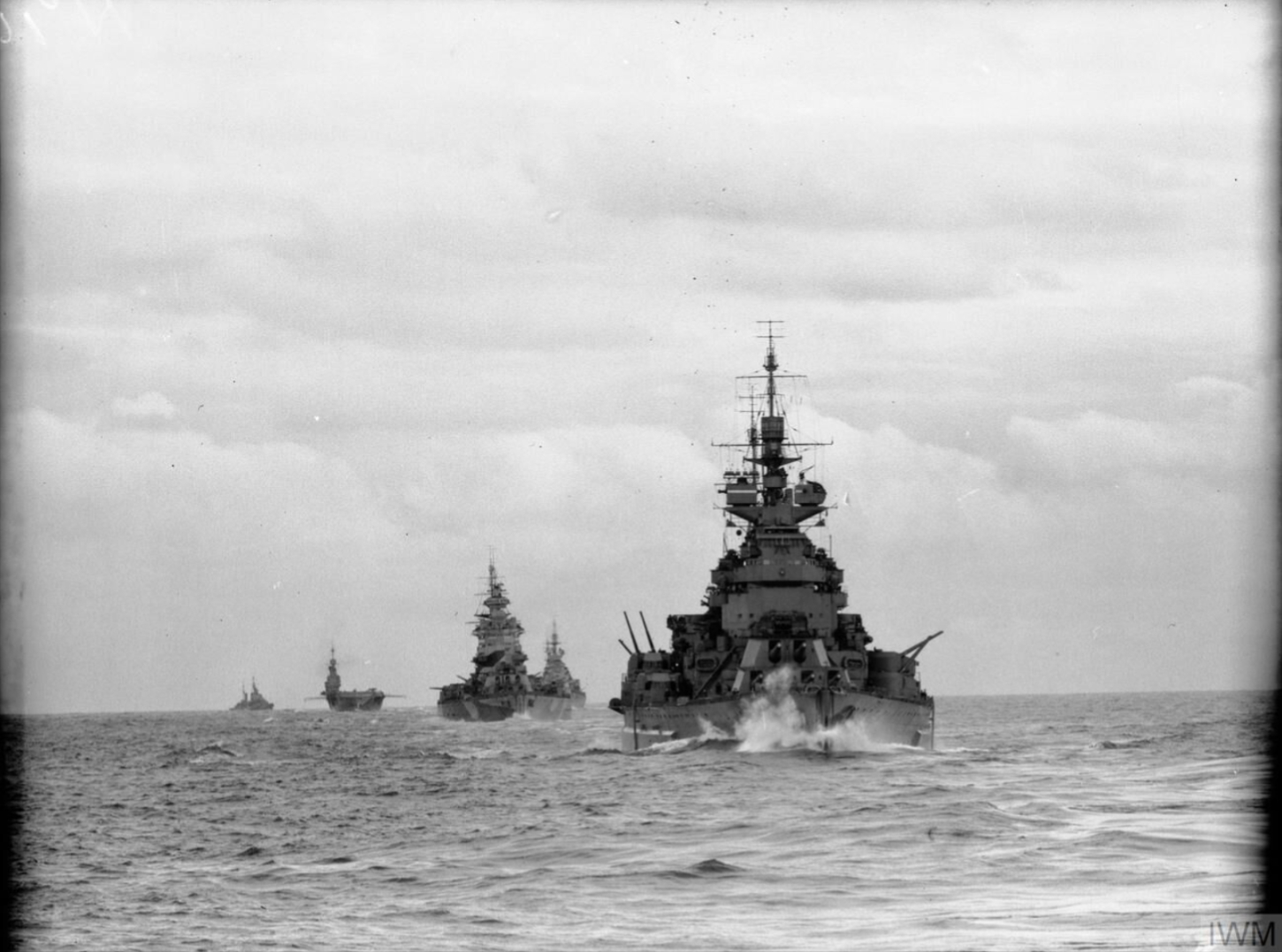
Британське З'єднання H у кільватерному строю на Середземному морі. Попереду лінійні кораблі «Герцог Йоркський» та «Нельсон», далі лінійний крейсер «Рінаун», авіаносець «Формідебл», легкий крейсер «Аргонаут». 1940

Британський флот, базуючись в Александрії, не міг суттєво перешкодити італійцям атакувати Мальту. Італійські воєначальники не спромоглися зрозуміти, що доки вони гають час, британці докладатимуть максимум зусиль, щоб утримати Мальту, як єдину повітряну й морську базу в центральному Середземномор'ї. Єдиний спосіб перешкодити цьому полягав у захопленні острова, поки він був зовсім беззахисний. Ще перед війною англійський Комітет начальників штабів вирішив, що утримати Мальту не вдасться, і не вжив жодних заходів щодо зміцнення оборони острова. Однак спочатку італійське, а пізніше і німецьке Верховне Командування вирішили, що можна нейтралізувати Мальту повітряними бомбардуваннями. Це стало їх фатальною помилкою.
Головною чинником, який вплинув на розвиток ситуації навколо Мальти, було небажання італійського командування ризикувати своїм флотом. Передбачалося, що італійський флот буде дотримуватися доктрини «fleet in being». З погляду морального стану, відверте боягузтво італійців надихало союзників. Їх впевненість у своїх силах міцніла щоразу, коли італійці відмовлялися прийняти бій. У результаті британці розпочали активні спроби провести конвої на Мальту, хоча раніше це здавалося просто неможливим. З іншого боку, постійна присутність потужного італійського флоту, який нависав над мальтійськими маршрутами, ледь не призвела до голодної смерті гарнізону й капітуляції острова. Італійський флот серйозно заважав британцям активно нападати на італійські комунікації, що вели до Африки.

## 1941 рік

### ОпераціяExcess / MC.4(січень 1941)
Невдовзі після нового 1941 року британці організували перший комплексний конвой, який мав завдання щодо переходу серії транспортних конвоїв, як з Александрії, так і з Гібралтару, а також повернення суден з обложеної Мальти. Середземноморський флот прикривав перехід одного швидкохідного судна на Мальту, тоді як з Мальти у зворотному напрямку вийшли транзитні швидкохідний і тихохідний конвої до Східного Середземномор'я і два конвої, що прямували до Егейського моря. Операція отримала назву «Нестриманість» (англ. Excess) для західної частини переходу та MC.4 для східної.
Обґрунтуванням для проведення такої складної операції був успіх попередніх операцій 1940 року, які на погляд британського керівництва, наочно продемонстрували, що прохід по усій акваторії Середземного моря можливий; але новий чинник не був взятий до уваги — Повітряні сили Третього Рейху. У той час, як успіх Іксесу був очевидним, й усі торговельні судна завершили проходження маршрутів неушкодженими, ціна цього заходу для Середземноморського флоту була надзвичайно високою. Результати операції пролунали тривожним сигналом, що проведення подібних операцій у майбутньому не повинне повторюватися, доки не зміниться ситуація в Північній Африці і британські ВПС не завоюють перевагу в повітрі в центральній частині Середземного моря. Варто відзначити, що такі обставини не були утворені протягом ще двох років.
6 січня 1941 року З'єднання «B» у складі крейсерів «Глостер» і «Саутгемптон», у супроводі есмінців «Айлекс» і «Джейнес», вийшли з Александрії на Мальту. На борту вищезазначеного конвою знаходилися армійські частини і персонал RAF для посилення гарнізону Мальти. 8 січня після висадки і розвантаження в пункті призначення, ці кораблі вийшли й приєдналися до конвою Excess, як це планувалося раніше.
Перед світанком 7 січня 1941 року з Александрії вийшли основні сили флоту у складі: лінкори «Валіант» і «Ворспайт», авіаносець «Іластріас» і 7 есмінців: «Дейнті», «Галант», «Ґрейгаунд», «Гріфін», «Джервіс», «Мохок», «Нубіан» і попрямували до бухти Суда. О 12:30 8 січня кораблі прибули до пункту призначення, розвантажилися, паралельно есмінці дозаправилися, і о 14:00 знову вийшли в море в супроводі австралійських крейсера «Сідней» і есмінця «Стюарт», які відокремилися від основних сил флоту після полудня 9 січня і попрямували до Александрії. Флот продовжив виконання операції, вирушивши до пункту зустрічі з конвоєм Excess, для подальшого супроводження Мальтійських конвоїв, що діяли в східній частині Середземного моря.

#### Операція «Іксес»
О 16:00 6 січня конвой «Іксес», вийшовши з Британських островів, пройшов контрольну точку західніше Гібралтару. Цей конвой складався з 4 суден: Clan Cumming, Clan Fraser, Empire Song і Essex, і супроводжувався крейсером «Бонавентуре» і есмінцями. Після настання темряви в ролі прикриття конвою продовжувало діяти З'єднання Н.
Наступного дня лінкор «Малайя» з есмінцями «Файрдрейк» і «Джаґуар» посилили конвой, утворивши його безпосередню охорону.
Конвой і ескорт, котрий підсилювався крейсерами, зустрілися з основними силами Середземноморського флоту, разом з якими і пройшли Сицилійську протоку. Під час подолання протоки есмінець «Галант» підірвався на мінному полі і втратив носову частину. Його необхідно було відбуксирувати на Мальту, для чого виділили бойові кораблі «Бонавентуре», «Гріфін» і «Могак». 11 січня ці кораблі безперешкодно досягли Мальти, зустрівшись на острові з суховантажем Essex, який прибув самостійно в супроводі есмінця «Гіро» в другій половині дня 10 січня.

#### КонвойMW-5 ½
О 14:00 7 січня в супроводі крейсера ППО «Калькатта» і есмінців «Дефендер» і «Даймонд» з порту Александрії вийшов конвой MW-5 ½, який складався з військового транспорту Breconshire і судна Clan Macaulay. О 08:00 10 січня, не зазнавши атак, група безперешкодно прибула на Мальту. На всьому шляху проходження конвою паралельно забезпечувався захист силами британського Середземноморського флоту.

#### КонвойME-5 ½
10 січня 1941 року, відразу ж після прибуття конвою MW-5 ½, з Мальти вийшов конвой ME-5 ½, сформований з двох порожніх суден: Lanarkshire і Waiwera, у супроводі крейсера ППО «Калькатта» і есмінця «Даймонд». «Калькатта» майже негайно відокремилася, щоб приєднатися до конвою «Іксес». Конвой ME-5 ½ продовжив рух, щоб наступного дня приєднатися до конвою ME-6. Він залишався з ним до ранку 12 січня, коли південніше Криту відокремився, і 13 січня прибув до Александрії.

#### КонвойME-6
Того ж дня з Мальти вийшов конвой ME-6, який включав тихохідні вантажні судна Devis, Hoegh Hood, Rodi, Trocas, Volo і танкери Plumleaf і Pontfield, під охороною трьох корветів: Hyacinth, Peony, Salvia. Уранці 10 січня крейсери «Аякс», «Орайон», «Перт» і «Йорк» зустріли конвой і приєдналися до нього, посиливши його охорону. Незабаром на захисті конвою лишився тільки крейсер «Йорк»; корвети разом з іншими крейсерами пішли до бухти Суда. Есмінець «Нубіан» приєднався до конвою о 08:00 12 січня, змінивши «Йорк», який залишив конвой в 10:00 того ж дня. Конвой без втрат прибув до Александрії 13 січня.

#### Перехід«Іластріас»з Мальти до Александрії
З 10 по 23 січня 1941 року авіаносець «Іластріас» перебував на Мальті, проводячи мінімальний ремонт, що дозволяв йому вийти в море. Протягом цього періоду на корабель було здійснено безліч безрезультатних нальотів, перший з яких відбувся 13 числа. Дві масштабних бомбових атаки були проведено 16 січня; в ході їх корабель отримав влучення в корму, на яку і так припадали основні пошкодження від попередніх атак. Наступна атака 19 січня знову привела до пошкоджень і часткового затоплення.
Коли о 18:46 23 січня «Іластріас» залишав Мальту, ніхто не міг сказати, яку швидкість видадуть його машини. Корабель вирушив на південь, щоб триматися якомога далі від сицилійських авіабаз, де базувалися німецькі пікіруючі бомбардувальники. Спочатку швидкість корабля була 25 вузлів, яку він підтримував протягом шести годин, потім вона впала до 21 вузла, але 24 січня її вдалося підняти до 23 вузлів. З цією швидкістю 25 січня о 13:00 авіаносець безперешкодно прийшов до Александрії із залишком палива в 60 тонн.
На переході з Мальти авіаносець супроводжували есмінці «Ґрейгаунд», «Джейнес», «Джервіс» і «Джуно», послані для цієї мети з бухти Суду. На кінцевому етапі переходу до Александрії передбачалося прикриття флотом у складі лінкорів «Барем» і «Валіант», крейсера «Перт» і есмінців «Даймонд», «Гріфін», «Гейсті», «Могак», «Нубіан» і «Стюарт». З'єднання не знайшло в морі авіаносець, оскільки його швидкість була значно більшою, ніж очікувалося.

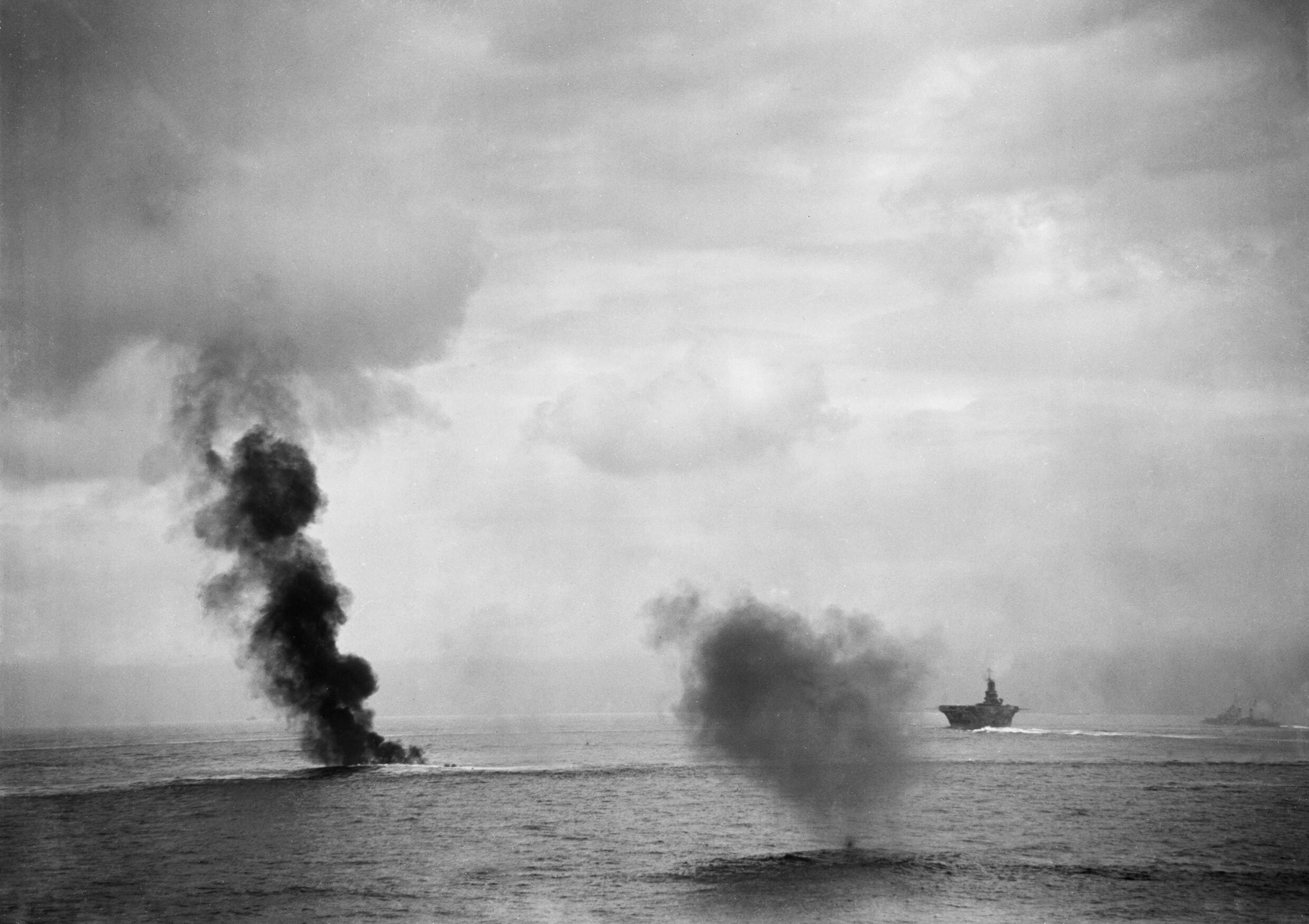
Збитий італійський торпедоносець потопає на тлі британського авіаносця «Арк Роял» під час операції «Гальбед». Вересень 1941

### ПоверненняBreconshireіClan Macaulay
Два вантажні судна Breconshire і Clan Macaulay, що прийшли на Мальту у складі конвою MW-5 ½, готові були тепер повертатися. Відповідно, після висадки військ на Мальті судна самостійно вийшли з острова в сутінках 20 лютого: Breconshire у супроводі есмінця «Гавок» і Clan Macaulay у супроводі есмінця «Готспар».
Увечері 21 лютого Breconshire й есмінець, який його ескортував, з'єдналися з основними силами Середземноморського флоту і 22 лютого прийшли до Александрії. 21 лютого Clan Macaulay і його есмінець були посилені крейсером ППО «Ковентрі» і після полудня зазнали атаки німецької авіації. Попри це, Clan Macaulay пройшов «бомбову алею» (як стали називати східну частину Середземномор'я між Критом і Північною Африкою) неушкодженим і разом зі своїм ескортом також прийшов до Александрії 22 лютого.

### ОпераціяMC.9(березень 1941)

#### КонвойMW-6
Операція Середземноморського флоту під кодовим найменуванням MC.9 передбачала проведення конвою MW-6, що мав чотири транспортних судна на Мальту. 19 березня три судна: City of Manchester, Clan Ferguson і Perthshire вийшли з Хайфи в супроводі есмінців «Гріфін» і «Готспар», ще одне судно — City of Lincoln вийшло з Александрії під ескортом есмінця «Грейхаунд». Судна зустрілися північніше Александрії і продовжили рух, тримаючись західного узбережжя Криту, щоб мати винищувальне прикриття з аеродрому Малеме.
Основні сили Середземноморського флоту, вийшли з Александрії для прикриття конвою і приєдналися до нього до полудня 21 березня — терміну, коли очікувалися повітряні атаки противника. Крейсер «Бонавентуре», що вийшов з бухти Суда, вже встиг приєднатися до конвою. О 16:00 крейсери «Айджекс», «Глостер», «Орайон», «Перт», «Йорк» і есмінці «Гейсті», «Геревард», «Стюарт» також приєдналися до основних сил флоту, трохи пізніше крейсери ППО «Калькутта», «Карлайль» і «Ковентрі» разом з есмінцем «Гавок» посилили безпосередню охорону конвою. Протягом ночі флот йшов північніше конвою, маючи загін крейсерів ще північніше. Склад з'єднань не змінювався протягом дня 22 березня; на заході сонця від флоту відокремилися есмінці «Мохок» і «Нубіан», щоб замінити «Карлайль» і «Ковентрі» в охороні конвою.
О 07:00 23 березня конвой і ескорт прибули непошкодженими на Мальту. Однак майже одночасно з прибуттям конвою почалася повітряна атака на Мальту, і City of Lincoln отримав незначні пошкодження, а транспортник Perthshire отримав влучення бомби і загорівся.

### ОпераціїMD.2іMD.3(квітень 1941)
Ці дві операції Середземноморського флоту включали в себе доставку підкріплень на Мальту, виведення порожніх суден з острова, і обстріл Триполі.
Операція почалася 18 квітня, коли флот, що складався з лінкорів «Барем», «Валіант», «Ворспайт», авіаносця «Фомідебл», крейсерів ППО «Калькутта», «Фібі» і есмінців: «Дефенде», «Енкаунтер», «Гріфін», «Гавлок», «Геревард», «Ягуар», «Кімберлі», «Кінгстон», вийшов з Александрії в бухту Суда для заправки. Дванадцять годин по тому, слідом за основними силами флоту, вийшов транспорт Breconshire у супроводі крейсера «Перт» і есмінця «Готспар». 19 квітня флот заправився пальним у бухті Суда, і о 16:30 вийшов курсом на південний захід, для зустрічі з Breconshire.

### КонвойME-7(квітень 1941)
У сутінках 19 квітня цей конвой вийшов з Мальти. Він складався з суден City of Lincoln, City of Manchester, Clan Ferguson і Perthshire, що прямували порожніми, у супроводі есмінців: «Даймонд», «Джейнес», «Джервіс» і «Нубіан».
О 08:00 20 квітня до флоту приєдналися крейсери «Ейджекс», «Глостер», «Орайон» і есмінці «Гейсті» і «Гіро», якийсь час через Breconshire і його ескорт були зустрінуті флотом. Опівдні також відбулося рандеву флоту з конвоєм ME-7, «Джейнес» і «Джервіс» зі складу ескорту конвою пішли разом з флотом, а ME-7 продовжив рух до Александрії, супроводжуваний крейсерами ППО «Калькатта», «Фібі» і есмінцями «Даймонд» і «Нубіан», прибувши туди без пригод.
Флот продовжував рух на захід безперешкодно. У сутінках від нього відокремився і пішов на Мальту Breconshire у супроводі есмінця «Енкаунтер». Потім Середземноморський флот повернув на південь, щоб обстріляти Триполі, що й зробив о 05:00 21 квітня. На відході Флот не зустрів жодної протидії, крім безрезультатних атак авіації противника. «Джейнес» і «Джервіс» в сутінках відійшли від основних сил флоту, щоб повернутися на Мальту.
Breconshire після швидкого розвантаження вирушив з Мальти 28 квітня в супроводі крейсера ППО «Дайдо», мінного загороджувача «Абдієль» і есмінців «Імпіріал», «Джаґуар», «Джервіс» і «Джуно». Після спокійного переходу всі судна прийшли в Александрію, оскільки бойові кораблі були призначені для виконання завдань за планом операції Salient.

### ОпераціяTiger / MD.4(квітень-травень 1941)
Зазнавши серйозної поразки від військ Вермахту під час операції «Маріта», англійсько-грецькі війська були змушені евакуюватися спочатку з території материкової Греції, а потім і з острова Крит. Сухопутні війська, які переважно складалися з регулярних частин країн членів Співдружності, і формувань грецької армії, за допомогою британського Середземноморського флоту поспіхом евакуювали особовий склад, майже усе її важке озброєння було кинуте напризволяще. Попри серйозність обстановки, що склалася, та наперекір попередньому досвіду, британський уряд віддав наказ провести конвой швидкохідних суден з Гібралтару в Александрію. Водночас, можливість здійснити паралельну доставку важливих вантажів на Мальту з невідомих причин було проігноровано. Оскільки рішення на проведення операції було суто політичним, то гострі потреби Мальти, навіть найнагальніші, не враховувалися. Всього один швидкохідний транспорт на Мальту міг би зробити вагомий внесок у ситуацію з постачанням острова, і причини такого рішення Лондона не піддаються поясненню. Оскільки Мальта сприяла проводці цього конвою, то ця операція також врахована, як приклад упущеної можливості постачання острова.
28 квітня 1941 року п'ять транспортних суден: Clan Campbell, Clan Chattan, Clan Lamont, Empire Song і New Zealand Star вирушили з Клайда до Гібралтару в складі військового конвою WS-8A. 2 травня ці судна відділилися від основного конвою і, в супроводі лінійного крейсера «Ріпалс», легкого крейсера «Наяд» і есмінців «Гарвестер», «Гавлок» і «Гесперус», пройшли через протоку в бік Мальти. «Найад» був посланий вперед у Гібралтар, щоб повідомити про стан конвою, зокрема Clan Campbell, який через аварію не зміг пройти далі Гібралтару.
Додатково до конвою приєднався лінкор «Квін Елізабет», що йшов на посилення Середземноморського флоту. 30 квітня він прийшов у Гібралтар з Фрітауна.
О 16:00 4 травня 1941 року бойові кораблі «Квін Елізабет», «Фірлес», «Форсайт», «Форчун» і «Велокс» вийшли з Гібралтару на захід, де зустріли конвой з ескортом у супроводі лінійного крейсера «Ріпалс» і його есмінців. Есмінці зайшли до Гібралтару для заправки паливом. З'єднання Н у складі: лінійний крейсер «Рінаун», крейсери «Фіджі» і «Шеффілд» вийшло пізніше, щоб також супроводжувати конвой, в той час, як есмінці «Кашмір» і «Кіплінг» виконували проводку суден через протоку.
6 травня о 01:30 конвой, а о 4:30 ранку — бойові кораблі, промайнули Гібралтарську протоку. Порядок був такий: конвой з п'яти торговельних суден супроводжували есмінці «Фірлес», «Форсайт», «Форчун», «Кашмір» і «Кіплінг». З'єднання Н прикривало їх. Підкріплення, що прямувало на посилення морського компоненту в східній частині моря складалися з «Квін Елізабет», «Фіджі», «Глостер» і «Найад» у супроводі «Фокнор», «Форестер» і «Фьюрі». Есмінці «Велокс» і «Реслер» призначалися для забезпечення охорони в районі Гібралтару.
Крейсер «Глостер» разом з есмінцями «Кашмір» і «Кіплінг» повинен був базуватися на Мальту і діяти з острова. Однак гавань і якірна стоянка були блоковані мінами, тому всі три кораблі були змушені до початку операції піти до Гібралтару. На шляху висування крейсер зазнав атаки з повітря й отримав бомбове влучання. Але бомба не вибухнула, просто пробивши два 6-дюймові отвори в палубі юті і шкафуті, а також від його паравану вибухнула міна, і вода потрапила до паливних цистерн. 4 травня пошкоджений крейсер повернувся до Гібралтару, де відразу розпочав ремонт, щоб продовжити свою участь в операції.
8 травня 1941 року опівдні конвой досяг небезпечного району можливих атак, і перша ж атака італійських торпедоносців почалася о 13:45. Вона була відбита без якого-небудь збитку для кораблів. Подальші італійські атаки протягом дня також не мали успіху. О 20:15 бойові кораблі «Рінаун», «Арк Роял», «Шеффілд», «Гарвестер», «Гавлок» і «Гесперес» повернули назад до Гібралтару. У момент повороту ще один італійський торпедоносець скинув торпеди, виконавши атаку з високою точністю. При її відбитті «Рінаун» постраждав від власного вогню, коли 114-мм гармата башти P3 (номер 3 лівого борту) через несправність блокіратора поцілила в тилову частину башти P2, вбивши 6 і поранивши 26 осіб з її обслуги.
З цього етапу операція «Tiger» стала частиною дій Середземноморського Флоту під кодовою назвою MD.4.

#### КонвойMW-7A
6 травня 1941 року тихохідний конвой, що складався з чотирьох суден: Amerika, Settler, Thermopylae і Talabot, супроводжуваний крейсерами ППО «Калькатта», «Дайдо», «Фібі» і есмінцями «Геревард», «Гіро», «Айлекс» і «Ісіс», вийшов з Александрії і прийшов на Мальту 10 травня, одночасно з проходом конвою Tiger, що минув острів.

#### КонвойMW-7B
5 травня з Александрії вийшов конвой, що мав два 10-вузлових танкери Hoegh Hood і Svennor, супроводжуваний крейсерами ППО «Карлайль» і «Ковентрі», есмінцями «Дікой», «Дефенде» і «Ґрейгаунд», корветом «Глоксініа» (який був оснащений тралом магнітних мін) і тральщиком Swona; на Мальту він прибув 10 травня.
Обидва ці конвої прикривалися Середземноморським флотом. Флот супроводжував швидкохідний мінний загороджувач «Абдієль» з контактними мінами на борту і транспорт Breconshire з припасами і паливом для Мальти.

#### Дії флоту в операціїMD.4(до 10 травня)
Незабаром після відходу есмінець «Дефенде» через несправності був змушений вийти зі складу ескорту конвою MW-7B і повернутися до Александрії. О 11:30 7 травня «Ейджекс», «ГШавок», «Готспар» і «Імпіріал» також залишили конвой, щоб почати артилерійський обстріл міста Бенгазі, що вони і зробили вночі. Це з'єднання приєдналося до флоту о 17:00 8 травня, повідомивши про ймовірне знищення двох вантажних суден у порту.
З настанням сутінок 8 травня п'ять крейсерів ППО: «Калькутта», «Карлайль», «Ковентрі», «Дідо», «Фібі» були послані до конвою Tiger, тоді як транспорт Breconshire у супроводі есмінців «Гавок», «Готспар» і «Імпіріал» (усі забезпечені пристроєм розмагнічування) продовжив шлях на Мальту. Конвої MW прийшли на Мальту до полудня 9 травня, а о 15:15 того ж дня флот зустрів конвой Tiger.
Після відходу З'єднання Н конвой Tiger і кораблі підтримки продовжили шлях на схід без проблем до опівночі 8 травня, коли в параванах New Zealand Star вибухнула міна; через три хвилини Empire Song (колишній китобій) затралив параванами дві міни, які й вибухнули біля його борту. Судно змушене було залишити стрій і повідомило про пожежу в трюмі, де знаходилися боєприпаси.
«Форсайт» і «Форчун» також вийшли зі строю та трималися осторонь від Empire Song, пізніше «Форсайт» підійшов і зняв з судна команду. Після того як було вирішено, що судно можна врятувати, добровольці з офіцерів «Форсайт» і торгових моряків судна були послані в ролі рятувальної партії. У цей момент Empire Song вибухнув з широким розкидом боєприпасів та уламків. Китобій затонув (загинула тільки одна людина), а обидва есмінці приєдналися до конвою: «Форсайт» мав на борту 130 врятованих, яких пізніше висадив на Мальті.
Крейсери «Дідо» і «Фібі» приєдналися до конвою о 06:00 9 травня, «Калькутта», «Карлайль» і «Ковентрі» о 08:00, тоді як основний флот був зустрінутий тільки о 15:15.
У східній частині переходу есмінці були відряджені для виконання повторного обстрілу Бенгазі — випустивши 866 120-мм снарядів по району гавані протягом 9 хвилин. Операція Tiger завершилася прибуттям конвою до Александрії опівдні 12 травня, з втратою тільки одного Empire Song. З прибуттям конвою армія і військово-повітряні сили отримали поповнення: 238 танків, 64 винищувачі Гарікейн, велику кількість боєприпасів тощо.

### ОпераціяSubstance(липень 1941)
Операція під умовною назвою Substance забезпечувала проведення двох конвоїв: конвою GM-1 (англ. Gibraltar-Malta 1), що прямував з Британії на Мальту та конвой MG-1, що передбачав повернення порожніх суден з Мальти до Гібралтару}.
11 липня 1941 року транспорти та їх охорона вийшли з військово-морської бази Клайд у Великій Британії в складі торгових суден City of Pretoria, Deucalion, Durham, Melbourne Star, Port Chalmers, Sydney Star і невеликого пасажирського судна Leinster на Мальту. Крім цього, велике пасажирське судно Louis Pasteur з військами для Мальти повинно було завантажиться в Гібралтарі.
17 липня транспортні судна Pasteur та Leinster відокремилися від конвою і продовжили рух у супроводі крейсерів та есмінців. Наступного дня судно Leinster сіло на мілину і було не в змозі продовжити рух далі разом з конвоєм. 19 липня «Менксмен» також відокремився від WS-9C і прийшов у Гібралтар самостійно.
23 липня після того, як мальтійські води були очищені від мін, з Мальти на Гібралтар вийшов конвой MG-1 у складі: Breconshire, Amerika, Hoegh Hood, Settler, Svennor, Talabot, Thermopylae, у супроводі есмінця «Енкаунтер». При цьому Svennor при відході зачепив мол і був змушений повернутися в порт для ремонту, решта суден вирушили на захід, щоб зустрінеться з бойовими кораблями, що підійшли. На шляху всі судна були атаковані авіацією противника.

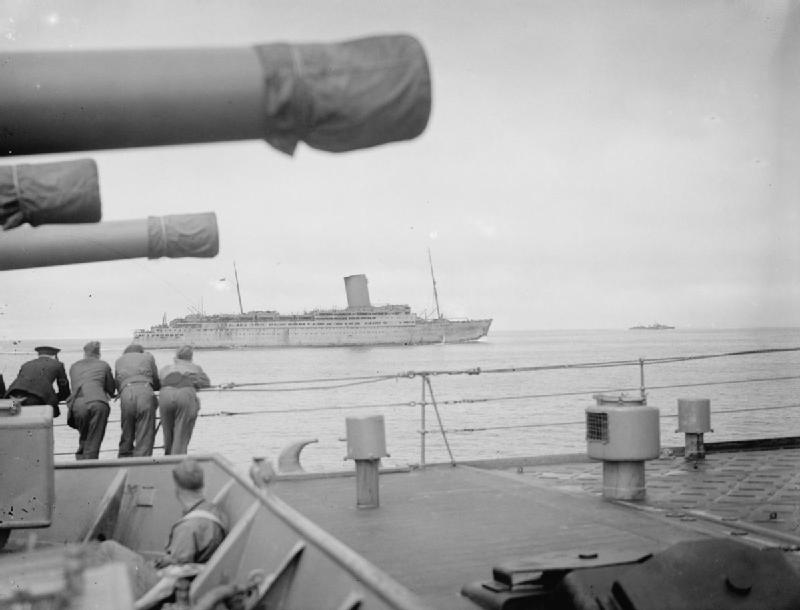
Британські війська на борту легкого крейсера «Манчестер» у складі конвою на Мальту. На задньому плані колишній французький океанський лайнер Louis Pasteur. Липень 1941

22 липня під час операції Substance, Середземноморський флот вийшов у напрямку до Мальти, щоб створити в італійців уявлення, що конвой є повторенням операції Tiger. Флот знаходився у відкритому морі до 24 липня, а потім повернувся до Александрії та Порт-Саїда.
Того ж дня авіація противника виявила З'єднання Н і конвой на шляху з Гібралтару, і здійснила повітряну атаку, в результаті якої були торпедовані крейсер «Манчестер» і есмінець «Фіерлес». «Фіерлес» через пошкодження довелося затопити. Пізніше, в той же день, «Файрдрейк», рухаючись попереду конвою, потрапив на мінне поле і підірвався.
У сутінках 23 липня конвой підійшов до Сицилії, уникнувши виявлення противником. Фактично по конвою були проведені тільки дві атаки, обидві торпедними катерами. Рано вранці 24 липня ескорт залишив конвой і вирушив на Мальту, а через чотири години підійшов і конвой.

### ОпераціяMincemeat(серпень 1941)
Операція Mincemeat проводилася фактично для встановлення мінних загороджень у італійського Ліворно. Вона прикривалася З'єднанням H, що виходило з Гібралтару. Попутно використовувалася можливість прикрити повернення двох поодиноких транспортів зі складу конвою GM-1.
З настанням темряви 21 серпня швидкохідне судно Durham покинуло Мальту і, попри підрив на міні, прийшло в Гібралтар 24 серпня. 26 серпня судно Deucalion вийшло у супроводженні ескортного міноносця «Фарндале», який також прийшов з попереднім конвоєм і затримався на Мальті через усунення технічних несправностей. 26 серпня обидва судна безперешкодно прибули в Гібралтар.

### ОпераціяHalberd(вересень 1941)
За задумом операція «Алебарда» (англ. Halberd) була повторенням операції Substance: проведення з Гібралтару на Мальту конвою GM-2 і повернення трьох з чотирьох порожніх суден з Мальти в конвої під назвою MG-2.

#### КонвойGM-2
У складі конвою GM-2 було заплановане відправлення на Мальту дев'яти військових транспортних суден: Breconshire, Ajax, City of Calcutta, City of Lincoln, Clan Ferguson, Clan Macdonald, Dunedin Star, Imperial Star і Rowallan Castle. Охорону конвою передбачалося здійснювати силами З'єднання Н, великою мірою посиленим кораблями Хоум Фліта. Також, 11 вересня зі Саймонстауна в Південний Африці до Гібралтару вийшов крейсер «Единбург».
12 вересня з Клайда в Гібралтар вирушив крейсер «Шеффілд» з 300 солдатами на борту і зенітними автоматами «Oerlikon», призначеними для установки на кораблі З'єднання Н для посилення їх зенітної артилерії. Він прибув на місто 17 вересня.
17 вересня судна для Мальти та їх ескорт вийшли з Клайда у складі конвою WS-11X. Конвой, крім згаданих суден, включав лайнер Stratheden (тільки протягом двох днів), і допоміжні крейсери «Квін Емма», «Принцес Беатрикс», «Роял Скотсмен», «Ульстер Монарх», що прямували до Фрітауна, а також транспорт Leinster, який йшов тільки до Гібралтару
З 19 вересня розпочався складний маневр силами в Гібралтарі, частково, для постачання паливом кораблів під час Середземноморського переходу, частково, для посилення ескорту при проході Гібралтарської протоки, а також для маскування планів від можливих ворожих спостерігачів. Так, 19 вересня крейсер «Шеффілд» вийшов у супроводі есмінця «Лавлі», щоб приєднатися до конвою опівдні 20 вересня. Крейсери «Евріал» і «Кеніа» прийшли в Гібралтар після настання темряви 22 вересня, заправилися паливом і вийшли перед світанком, щоб приєднатися до конвою наступного дня. Лінкор «Принц Уельський» з «Лафорей», «Лайтнінг» і «Орібі» провели подібні дії. Одночасно есмінці «Козак», «Фарндале» і «Хітроп» вийшли в море, щоб приєднатися до конвою 24 вересня як додаткова охорона. Нарешті, 24 вересня лінкор «Родні», на переході з Бермудських островів до Великої Британії, прийшов у Гібралтар о 09:00 у супроводі есмінців «Галанд», «Ісаак Свірз» і «Піорун», щоб заправитися паливом, і встав на якір поблизу лінкора «Нельсон». Лінкор «Нельсон» вийшов наступного дня на з'єднання з конвоєм, разом з колишнім ескортом «Родні», залишивши того на місці. Піднявши прапор Адмірала і, демонстративно прощаючись сигналами з берегом, лінкор вийшов у море. Таким чином британці намагалися показати, що це був простий захід корабля на проміжну базу (малося на увазі, що пішов «Родні») на шляху до Великої Британії.

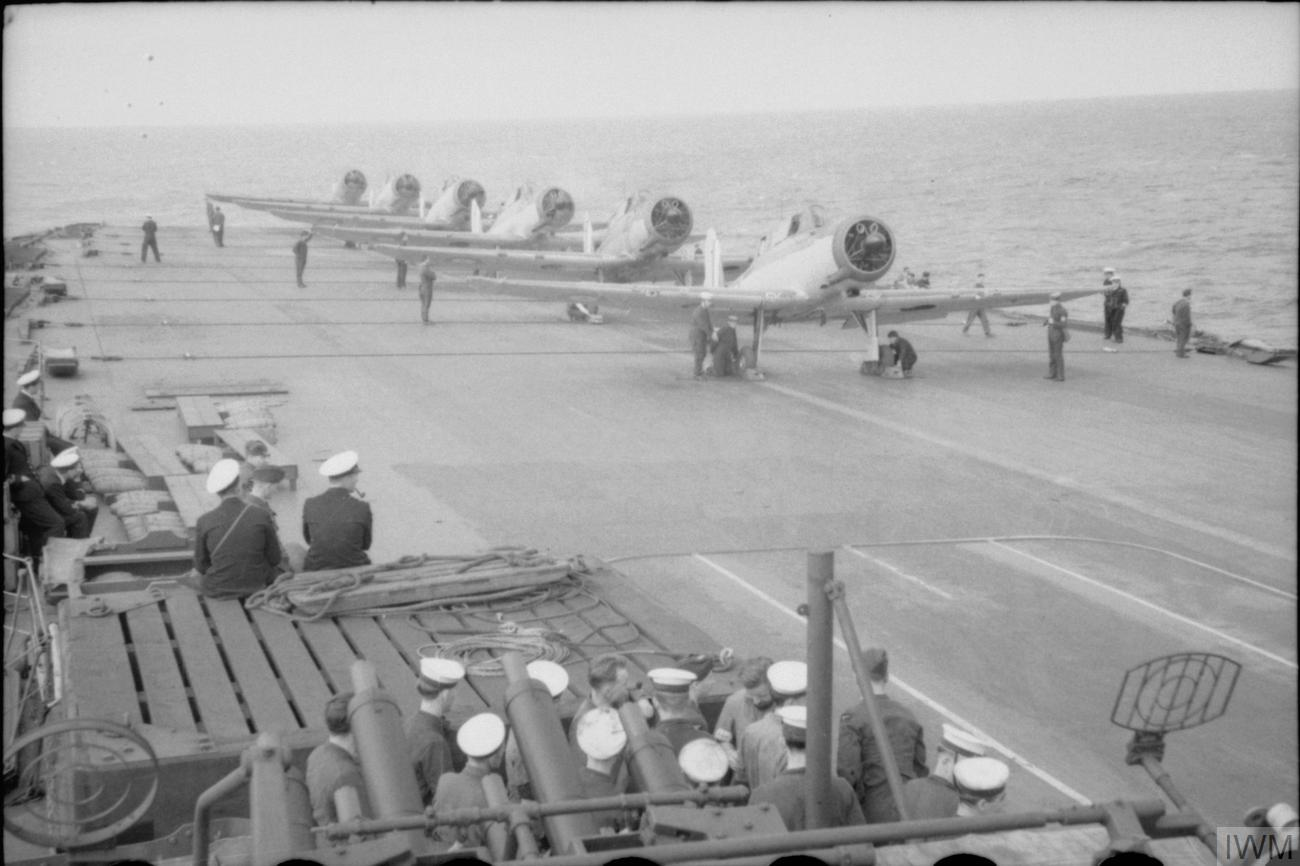
Британські винищувачі-бомбардувальники «Скуа» злітають з борту авіаносця «Арк Роял» у складі конвою на Мальту. Квітень 1941

Крейсер «Единбург» вийшов на з'єднання з конвоєм опівдні. Есмінці заправилися паливом і вийшли знову, з настанням темряви, з іншою частиною З'єднання H — «Родні», «Арк Роял», «Герміона» і есмінцем «Дункан». Нарешті, танкер Brown Ranger в супроводі корвета Fleur de Lys вийшов у сутінках, щоб забезпечувати заправку есмінців на переході, а буксир St. Day з розрахунком, у разі потреби, бути на позиції 26 вересня. Всі кораблі, що виходили протягом світлового дня 24 вересня йшли на захід, лягаючи на курс до протоки тільки після настання темряви.
Конвой пройшов протоку о 01:30 25 вересня з ескортом, сформованим з 5 крейсерів: «Единбург», «Евріал», «Герміона», «Кеніа», «Шеффілд» і 9 есмінців: «Козак», «Фарндале», «Форсайт», «Форестер», «Хітроп», «Лафорей», «Лайтнінг», «Орібі», «Зулу». Їх супроводжувало посилене З'єднання Н.
Після рандеву в 9:00 25 вересня, дві групи бойових кораблів знову розділилися і йшли окремо до 27 вересня, коли вони з'єдналися для спільного проходу найнебезпечнішою частиною вояжу. Виверт мав успіх — італійці не підозрювали про повну силу флоту і не розгортали свої сили до 27 вересня, коли тільки італійський флот вийшов на перехоплення конвою.
Повітряна атака італійських торпедоносців почалася о 13:00 і тривала протягом години, внаслідок чого «Нельсон» отримав торпеду в правий борт і його швидкість знизилася до 15 вузлів. Це відповідало швидкості конвою, так що він залишився з безпосереднім прикриттям останнього.
Незабаром після того, як лінкор «Нельсон» був пошкоджений, на відстані близько 75 миль від конвою був виявлений італійський флот. Неушкоджені «Принц Уельський» і «Родні», крейсери «Единбург» і «Шеффілд» у супроводі 6 есмінців, були послані на перехоплення, а «Арк Роял» підготував повітряну атаку. Атака зірвалася, оскільки літаки не змогли виявити італійські кораблі. Кораблі повернулися до конвою і о 19:00 основні сили повернули на захід, щоб повернутися в Гібралтар, тоді як конвой і безпосереднє прикриття продовжили перехід.
Торпедоносці продовжили атаки після настання темряви і влучили в транспорт Imperial Star. Бачачи, що буксирувати його неможливо, есмінець «Хітроп» зняв з борту 300 осіб з числа перевезених військовослужбовців і команду судна. Саме судно затонуло після того, як було підпалено артилерійським вогнем есмінця «Орібі».
Протягом ночі крейсер «Герміона» підійшов до острова Пантеллерія і виконав його обстріл, одночасно скинувши димові шашки в море, щоб створити враження того, що конвой проходить безпосередньо повз острова, тоді як фактично він йшов набагато північніше.
Усі наступні атаки противника не мали успіху і на світанку винищувачі з Мальти почали безперервне повітряне прикриття конвою. О 08:30 крейсери «Евріал», «Герміона», «Кеніа» і «Шеффілд» пішли вперед конвою і прийшли на Мальту в 11:20, радісно зустрінуті величезним натовпом на березі. Вони висадили свої війська і вивантажили боєприпаси і знову вийшли в море в 18:30. Конвой, супроводжуваний «Единбург» і есмінцями, прибув після опівдня без подальших втрат.

#### КонвойMG-2
26 вересня під час операції транспорт Melbourne Star поодинці вийшов з Мальти і безперешкодно дійшов до Гібралтару 29 вересня. Судна City of Pretoria і Port Chalmers вийшли в темряві 27 вересня з короткочасною локальною охороною корветами і далі разом, в парі, пішли до Гібралтару. Протягом ночі Port Chalmers зазнав атаки торпедних катерів. Судна розділилися на світанку і продовжили шлях під французькими прапорами: Port Chalmers дістався Гібралтара 30 вересня не атакований, а через кілька годин прибув і City of Pretoria, який відбив три атаки торпедоносців й ухилився від двох ймовірних атак підводних човнів.
Ескорт конвою, що прямував на острів, вийшов з Мальти в сутінках 28 вересня, повертаючись в Гібралтар вздовж північного берега Африки, і кілька разів був атакований підводними човнами. Влучень не було, більше того, 30 вересня есмінці «Гуркха» і «Ліджен» потопили італійський човен «Адуа».
Основні сили з'єднання повернулися в Гібралтар протягом 30 вересня, а останні кораблі увійшли на базу до 8:30 1 жовтня. У той же день З'єднання Хоум Фліту пішло до Великої Британії.

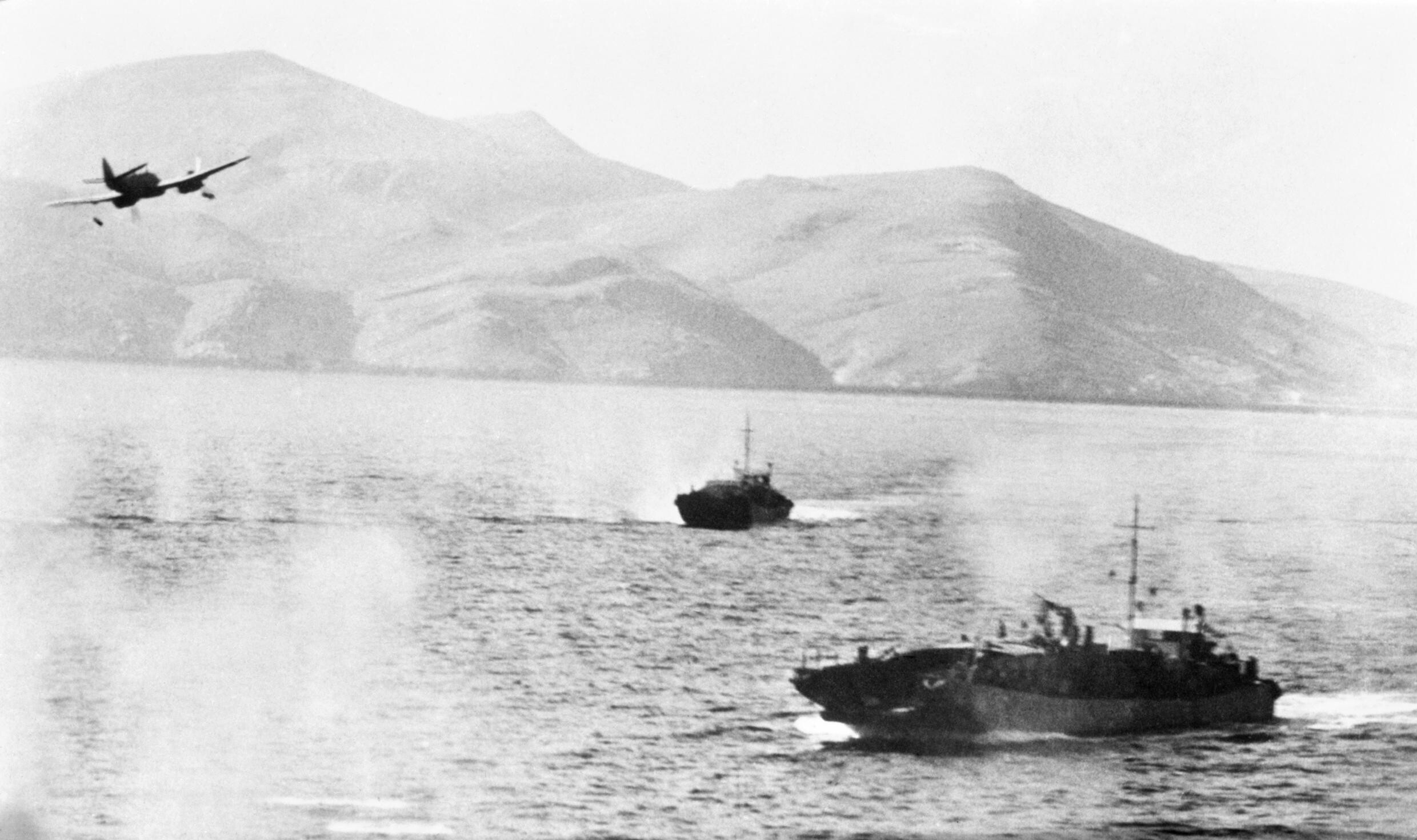
Атака британським важким винищувачем Bristol Beaufighter німецьких кораблів ППО поблизу грецького острова Калімнос

### Повернення транспортуBreconshireдо Александрії (грудень 1941)
5 грудня транспортне судно Breconshire, що стояло порожнім на Мальті, ще з часу прибуття конвою MG-1, було викликане до Александрії, і разом з есмінцями «Кімберлі» і «Кінгстон» та під прикриттям крейсерів «Аякс», «Нептун» і есмінця «Лавлі» вийшло з порту Мальти. 6 грудня оперативна група з цим транспортом піддалася повітряній атаці, яка обійшлася без втрат. Пізніше того ж дня формування прикриття відокремилося від Breconshire і його ескорту. Їм на заміну з Александрії підійшли крейсери «Карлайль», «Галатея», «Гобарт» і есмінець «Хотспар», які зустріли конвой 7 грудня. 8 грудня усі кораблі і транспортне судно Breconshire безперешкодно дісталися Александрії.

### ПерехідBreconshireна Мальту (грудень 1941)
15 грудня Breconshire під ескортом крейсерів «Карлайль», «Евріал», «Найад» і есмінців «Дікой», «Хавок», «Гейсті», «Джервіс», «Кімберлі», «Кінгстон», «Кіплінг» і «Нізам» вийшов з Александрії на Мальту. 16 грудня від оперативної групи відокремився крейсер «Карлайль», а З'єднання «K», що вийшло з Мальти, у складі крейсерів «Аврора» і «Пенелопа» та есмінців «Ланс» і «Лавлі», на світанку 17 грудня зустрінуло судна конвою.
Протягом наступного дня на судна конвою було проведено чимало повітряних атак, а близько полудня отримано повідомлення про знаходження в морі бойових кораблів Італійського флоту. Наприкінці дня перші італійські кораблі вийшли на візуальну відстань, і Breconshire у супроводі есмінців «Дікой» і «Хавок» отримав наказ відокремитися від основних сил конвою в той час, як бойові кораблі ескорту приготувалися до нічного бою. У короткому бою, що розпалився в темряві, контакт із противником був втрачений. Контакт між власними кораблями британського ескорту також постійно переривався, при цьому тільки випадково обійшлося без сутичок між ними. Breconshire і З'єднання «K», посилене крейсером «Нептун» і есмінцями «Ягуар» і «Кандагар», 18 грудня безперешкодно прийшли на Мальту, решта кораблів повернулися до Александрії.

### КонвойME-8(грудень 1941)
Наприкінці 1941 року в мальтійських портах накопичилося безліч порожніх суден з попередніх конвоїв. Ці судна, у супроводі крейсера «Дідо» і групи есмінців, вирушили на схід, щоб звільнити гавань.
26 грудня вантажні судна City of Calcutta, Clan Ferguson і Sydney Star вийшли з порту Мальти під охороною крейсерів «Аякс» і «Дідо», есмінців «Ерроу», «Фоксхаунд», «Гуркха», «Ланс», «Лавлі» і «Нестор». У той же час з Александрії їм назустріч вирушили крейсер «Карлайль» і есмінці «Ісаак Свірз», «Маорі», «Нейпір» і «Нізам». Голландський есмінець «Ісаак Свірз» отримав пошкодження через погані погодні умови на морі і змушений наступного дня піти зворотно до Александрії. На світанку 28 грудня інші кораблі ескорту зустріли конвой ME-8, «Ланс» і «Лавлі» відділилися від конвою, щоб повернутися на Мальту. Протягом усього 28 грудня на конвой була проведена низка повітряних нападів авіацією противника, проте результати атак були малі, деякі судна отримали незначні осколкові ушкодження, однак 29 грудня усі благополучно прибули до Александрії, а Sydney Star, у супроводі австралійського есмінця «Нізам», був направлений до Порт-Саїду.
Конвой ME-8 завершив конвойні операції 1941 року, на 1 січня 1942 року на Мальті з транспортних суден залишилися тільки Breconshire і Rowallan Castle.

## 1942 рік

### ОпераціяMF.2(січень 1942)
Метою першої операції 1942 року було намагання британського флотського командування провести десантний транспорт Glengyle з припасами на Мальту і вивести з острова Breconshire. 6 січня з Александрії вийшли крейсери «Евріал» і «Найад», есмінці «Фоксхаунд», «Гуркха», «Кінгстон», «Кіплінг» і «Сикх», що супроводжували Glengyle. У той же день есмінці «Хавок», «Ягуар», «Ланс» і «Лавлі» вийшли з Мальти, супроводжуючи Breconshire.
Рандеву двох оперативних груп відбулося о 13:00 7 січня, коли Breconshire і «Хавок» з'єдналися з Александрійським з'єднанням, а Glengyle і «Сикх» з Мальтійським. Обидва з'єднання потім без пригод повернулися до бази.

### ОпераціяMF.3(січень 1942)
Під час операції MF.3 на Мальту прямували два конвої: MW-8A і MW-8B. Обидва конвої вийшли з Александрії в різний час 16 січня.
MW-8A складався з суден Ajax і Thermopylae в охороні есмінців «Ерроу», «Гріфін», «Хейсті» і «Хіроу». MW-8B складався з суден: City of Calcutta і Clan Ferguson в супроводі есмінців «Гуркха», «Ісаак Свірз», «Ліджен» і «Маорі». В результаті втрат, які зазнала оперативна група при виході з гавані, ескортне з'єднання остаточно складалося з крейсерів «Дідо», «Евріал», «Найад» і есмінців «Хавок», «Кельвін» і «Кіплінг». До того ж в операції брало участь З'єднання «K», чинна з Мальти: крейсер «Пенелопа», есмінці «Ягуар», «Ланс», «Лавлі» і «Сикх». 17 січня це з'єднання вийшло з Мальти, зустрівши конвой 18 січня.
Під час переходу двох конвоїв, які в результаті об'єдналися 18 січня, «Гуркха» був торпедований німецьким човном U-133 і залишений командою. Відсутність паніки на борту і своєчасна допомога голландського есмінця «Ісаак Свірз», що підійшов, врятували значну кількість уцілілих при вибуху.
Пізнього вечора 17 січня транспорт Thermopylae відстав, оскільки не зміг тримати швидкість конвою й у нього почалися проблеми з кермовим управлінням; він був направлений в Бенгазі з крейсером «Карлайль» і есмінцями «Ерроу» і «Хавок». Цю групу було атаковано близько 9:30 19 січня: Thermopylae отримав влучення, загорівся і був потоплений «Ерроу». З 385 чоловіків команди і пасажирів транспорту 207 осіб врятував «Хавок» і 54 «Ерроу».
Рандеву з З'єднанням «K» відбулося о 13:15 18 січня. «Маорі» був переданий З'єднанню «K», а «Ягуар» перейшов в Александрійське з'єднання. Ескорти розділилися о 19:30. Попри повітряну атаку у дорозі, всі судна прибули без подій на Мальту в середині дня 19 січня.

### ОпераціяMF.4(січень 1942)

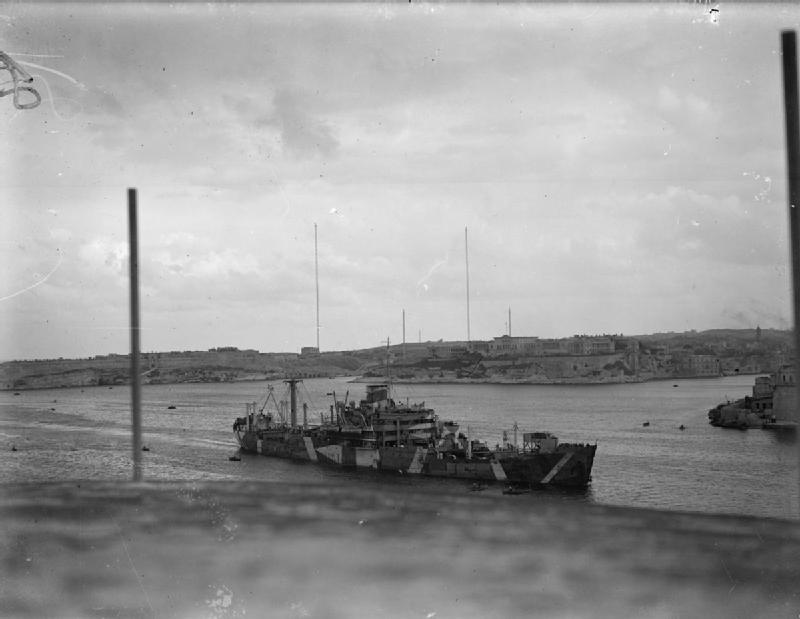
Транспортне судно SS Breconshire у Великій гавані Мальти

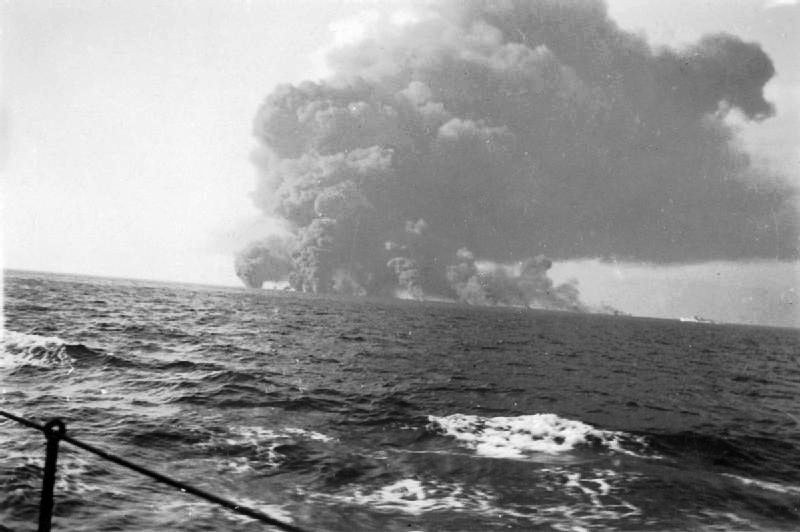
Вибух військового транспорту SS Waimarama в результаті бомбардування. 13 серпня 1942

Операція MF.4, яка відбулася наприкінці січня, мала за мету проведення з Александрії транспорту Breconshire з вантажами і вивести з острова десантне судно Glengyle і Rowallan Castle — останнє з суден, які прийшли на Мальту в 1941 році.
24 січня крейсери ППО «Карлайль», «Дідо» та легкі крейсери «Евріал» і «Найад» з есмінцями «Ерроу», «Гріфін», «Хейсті», «Ісаак Свірз», «Ягуар», «Кельвін», «Кінгстон» і «Кіплінг» вийшли разом з Breconshire з Александрії. 25 січня з Мальти вийшли крейсер «Пенелопа», есмінці «Ланс», «Ліджен», «Лавлі», «Маорі» і «Зулу», супроводжуючі «Гленгайл» і Rowallan Castle.
Протягом 25-26 січня італійці здійснили повітряні атаки на судна Breconshire і «Гленгайл», які не заподіяли їм шкоди. Невдовзі після полудня 26 січня конвої зустрілися й обмінялися есмінцями «Ланс» і «Кінгстон» — останній повинен був ремонтуватися на Мальті. Противник провів чергові атаки з повітря на з'єднання, але ніяких ушкоджень завдано не було — ані Breconshire, котрий досяг Мальти 27 січня, ані Glengyle з Rowallan Castle, які дісталися Александрії 28 січня.

### ОпераціяMF.5(лютий 1942)
Операція MF.5 проводилася з ціллю провести на Мальту навантажений конвой MW-9, що складався з трьох суден, та забрати з острова 4 порожніх судна зі складу конвою ME-10. Імовірність успіху була значно нижчою, ніж у попередні рази, оскільки противник переважно нейтралізував мальтійські винищувачі й успіхи німецько-італійської армії змусили тікати британську армію із західної Киренаїки. Панування в повітрі виявилося тепер за німецькими Люфтваффе.
MW-9 вийшов двома частинами: MW-9A — Clan Campbell і Clan Chattan у супроводі крейсера «Карлайль» і есмінців «Ейвон Вале», «Ерідж», «Хітроп» і «Ланс», а MW-9B — Rowallan Castle в супроводі ескортних міноносців «Бофорт», «Далвертон», «Харворт» і «Саутволд». Обидві частини конвою повинні були 12 лютого прибути в район Тобрука, там об'єднатися, і, вирушивши на північ, за добу дійти до Мальти. Прикриття конвоїв здійснювалося 3 крейсерами: «Дідо», «Евріал», «Найад» і 8 есмінцями: «Ерроу», «Гріфін», «Хейсті», «Хавок», «Ягуар», «Джервіс», «Кельвін» і «Кіплінг», які вийшли з Александрії 13 лютого.
13 лютого MW-9A піддався атаці, вже після того, як дві його складові частини об'єдналися. Під час атаки Clan Campbell дістав серйозні пошкодження. Оскільки його швидкість впала, він вирушив у Тобрук у супроводі «Ейвон Вале» і «Ерідж», а інші два судна продовжили шлях. На світанку 14 лютого об'єднаний конвой прийняло під опіку з'єднання, котре його прикривало.
Протягом 14 лютого італійською авіацією була здійснена низка спорадичних атак, перш ніж у сутінках поодинокий літак завдав удару по Clan Chattan. У нього в трюмі, де перевозилися боєприпаси, почалася пожежа. «Саутволд» підійшов і зняв 285 членів команди і пасажирів, в той час як «Ейвон Вале» (який повернувся з Бенгазі), «Бофорт» і «Далвертон» рятували тих, що опинилися у воді.
З'єднання «K» і конвой ME-10, що йшов з Мальти, уникнувши атак, зустріли конвой MW-9, коли Clan Chattan горів. З'єднання «K» прийняло Rowallan Castle, і конвої обмінялися есмінцями: «Ланс» перейшов до Мальтійського дивізіону, «Форчун» і «Дікой» вирушили до Александрії, після чого обидва з'єднання пішли своїми курсами.
О 15:00 З'єднання «K» знову було атаковано, і єдине вціліле торговельне судно було пошкоджене і зупинилося. Поки екіпаж Rowallan Castle сподівався врятувати судно, його буксирував «Зулу». Однак незабаром після 19:00 судно було покинуто й усі пасажири були зняті «Ланс». Після того як Rowallan Castle був затоплений, «Лавлі», «Сикх» і «Зулу» приєдналися до Александрійської ескадри, а з'єднання «K» повернулося на Мальту при денному світлі 15 лютого.
ME-10 піддався частим атакам протягом 14-го і 15 лютого, але атаки були неузгоджені, і конвой уникнув втрат. О 10:30 15 лютого «Бофорт», «Далвертон», «Харворт» і «Саутволд» вирушили до Тобрука. О 20:00 «Дікой», «Лавлі», «Сикх» і «Зулу» повним ходом попрямували до Александрії, а «Карлайль» був посланий до Clan Campbell, який і зустрів близько опівночі. Вранці 16 лютого «Форчун», «Ягуар», «Джервіс», «Кельвін» і «Кіплінг» призвели Ajax, City of Calcutta і Clan Ferguson у Порт-Саїд, решта з'єднання і Breconshire прийшли до Александрії.
15 лютого чотири ескортних міноносця типу «Хант» були послані в Тобрук, розподіливши між собою врятованих, і потім супроводжували пошкоджений Clan Campbell в Александрію. З'єднавшись із «Карлайль» рано вранці 16 лютого, з'єднання без подій прибуло того ж дня.

### ОпераціяMG.1(березень 1942)
Не слід плутати з конвоєм 1941 з подібною назвою, що прямував з Мальти до Гібралтару.
Операція MG.1 включала проведення в березні 1942 року конвою MW-10 з Александрії на Мальту. Була останньою операцією, яка спланована адміралом Е. Б. Каннінгемом до його переведення зі Середземномор'я.

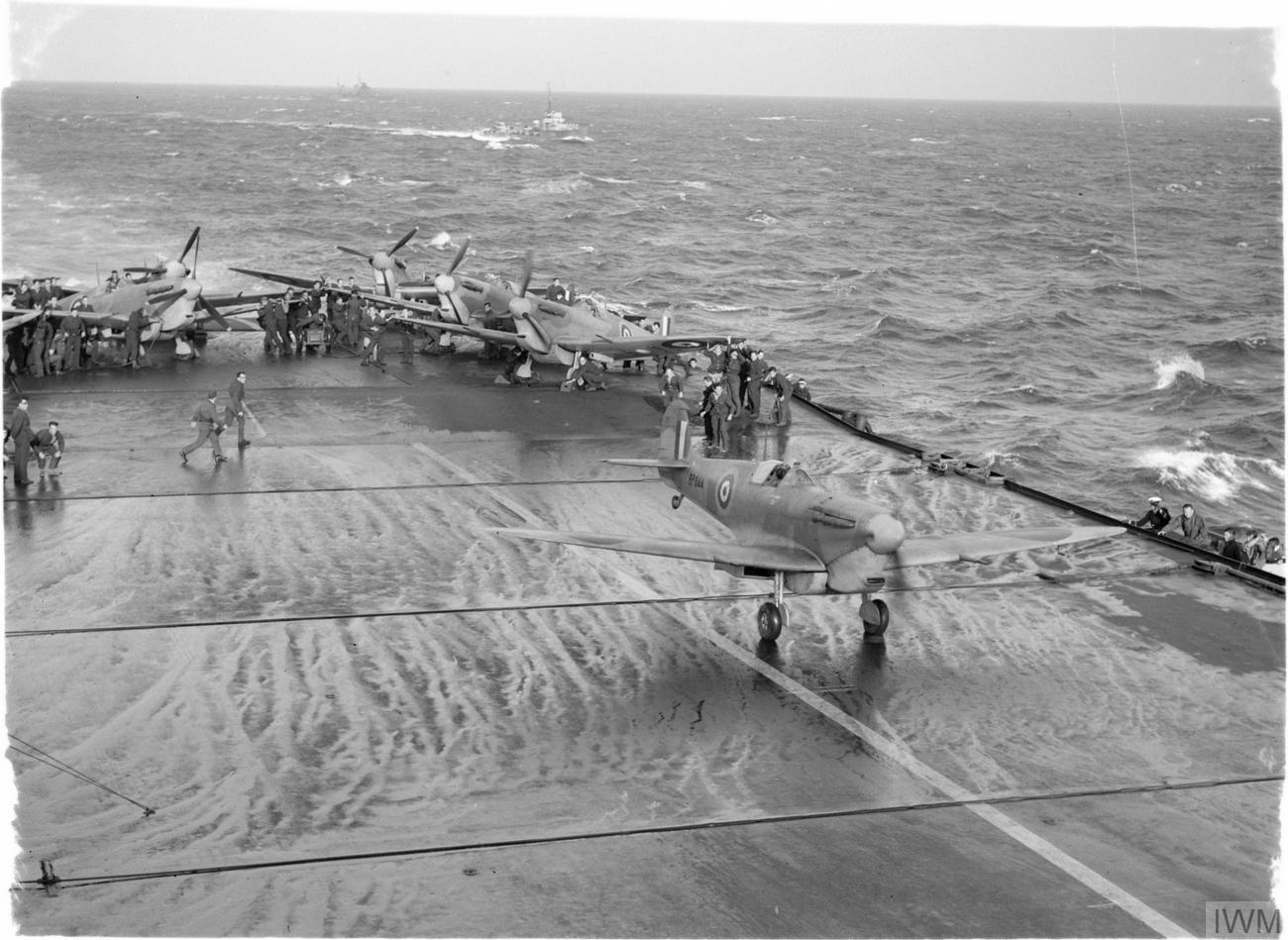
Операція «Picket I»: невдалий переліт 9 винищувачів Supermarine Spitfire з авіаносця «Ігл» на Мальту. Березень 1942

На Мальту прямували чотири судна: Breconshire, Clan Campbell, Pampas і Talabot. Конвой вийшов о 7 ранку 20 березня в супроводі крейсера ППО «Карлайль» і есмінців «Хейсті», «Хавок», «Хіроу», «Лавлі», «Сикх» і «Зулу». У другій половині дня вийшло прикриття — крейсери ППО «Клеопатра», «Дідо» і «Евріал» з есмінцями «Джервіс», «Кельвін», «Кінгстон» і «Кіплінг».
21 березня обидва з'єднання зустрілися північніше Тобрука. Ще до виходу конвою, увечері 19 березня з Александрії, вийшли 7 ескортних міноносця типу «Хант»: «Ейвон Вале», «Бофорт», «Далвертон», «Харворт» і «Саутволд», «Ерідж» і «Хітроп», які за своєї малої дальності плавання повинні були зайти в Тобрук на дозаправку і пізніше приєднатися до конвою. Однак, міноносець «Хітроп» був торпедований німецьким підводним човном U-652 і втратив хід. Попри спроби міноносця «Ерідж» відбуксирувати його в гавань Тобрука, «Хітроп» затонув на підході до порту. Решта міноносців приєдналися до конвою 21 березня. Крім цього, о 08:00 22 березня на північ від Бенгазі до конвою приєдналося З'єднання K, котре вийшло на посилення з Мальти, у складі: крейсер «Пенелопа» і есмінець «Ліджен».
О 14:10 22 березня відбувся перший контакт з італійським флотом. Крейсер «Евріал», виявивши кораблі супротивника, розпочав бій, який згодом став відомий, як друга битва в затоці Сидра. «Карлайль» і «Ейвон Вале» поставили щільну димову завісу, а також відкрили сильний зенітний вогонь, прикриваючи конвой, який перебував у цей час під сильною атакою з повітря. Ця атака була відбита без втрат, і основні зусилля крейсерів полягали в додатковому протиповітряному захисті конвою.
О 16:30 у важких штормових умовах і при поганій видимості, спричиненою як погодою, так і численними димовими завісами, почалася морська битва британських крейсерів й есмінців з італійським флотом, у той час, як конвой продовжував зазнавати повітряних атак. Бій тривав до 19:00. Британські кораблі, постійно ставлячи димові завіси й імітуючи під його прикриттям торпедні атаки, стримували ворога аж до зближення на дистанцію в 6 000 ярдів. Пошкодження на італійських кораблях були незначні, 133-мм і 120-мм снаряди не могли пробити товстої броні, і жодна з 36 випущених британських торпед не вразила цілі. Проте, набагато сильніше італійське з'єднання не змогло атакувати конвой, який прибув на Мальту без втрат від надводних сил противника.
Тим часом сам конвой піддався чотиригодинним безперервним повітряним атакам, але також без втрат. При цьому ескорт заподіяв численні втрати атакуючій авіації.
У сутінках Александрійське з'єднання повернуло на схід, щоб повернутися в базу, «Пенелопа» і «Ліджен» приєдналися до конвою, який продовжував іти до Мальти. О 09:15 23 березня «Пенелопа» і Talabot увійшли до Великої бухти у Валлетті, наступний за ними Pampas був уражений бомбами, але жодна з них не вибухнула. Breconshire також був пошкоджений і виведений з ладу всього у 8 милях від гавані. Не в змозі продовжити рух, він урешті-решт став на якір, тоді як Clan Campbell піддався бомбардуванню годиною пізніше у 20 милях від Мальти, і дуже швидко затонув. Інтенсивність атаки на останніх милях характеризує факт, що влучення в Clan Campbell домігся літак, що летів на висоті в п'ятдесят футів (15 м), попри щільну завісу зенітного вогню «Ерідж».
«Ліджен» був пошкоджений на останніх годинах свого конвоювання і пішов у Марсашлокк, перейшовши пізніше до Великої бухти у Валлетті, де 26 березня він був потоплений бомбами. 25 березня Breconshire відбуксирували в Марсашлокк, де він знову був розбомблений і нарешті потоплений 27 березня. «Саутволд» підірвався на міні й затонув 24 березня, охороняючи Breconshire.

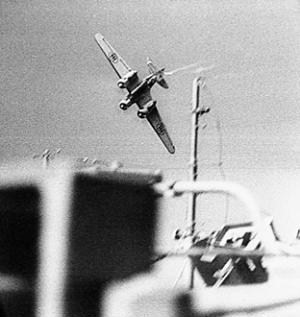
Італійський бомбардувальник Savoia-Marchetti SM.79 атакує транспортний конвой противника, що прямує на Мальту. Операція «Гарпун». Червень 1942

Останнє лихо спіткало конвой після прибуття двох уцілілих суден; їх розвантаження було дуже повільним, а несподівана атака літаків Люфтваффе швидкою і сильною. Військові транспортні судна Pampas і Talabot були сильно пошкоджені й 26 березня затонули. Тільки дуже мала частина їх вантажів була розвантажена. Деякі джерела стверджують про 6 000 тонн вантажу з 26 000 тонн, що прибули на їх борту, було знищено внаслідок скоординованих атак німецької та італійської авіації, хоча вважається, що це завищена цифра, виходячи з того короткого часу, який обидва уцілілих судна знаходилися у гавані. Виходячи з показників швидкості розвантаження і доступного для неї часу, ймовірніша цифра у 800 тонн.
Александрійське з'єднання, зокрема «Лавлі», який вирушив у Тобрук після отриманого ушкодження, прибуло до Александрії опівдні 24 березня після дій, які можна характеризувати тільки як «блискучі», за будь-яких обставин.

### ОпераціїHarpoonіVigorous(червень 1942)
Критичний стан справ на Мальті, катастрофічне становище з припасами, що швидко закінчувалися, та відчайдушна ситуація з винищувачами, підштовхнули британське керівництво до серії активних дій на Середземному морі.
Конвойні операції набули величезного розмаху. Далекосхідний флот був ослаблений, щоб забезпечити достатні сили прикриття для конвою зі сходу, який повинен був складатися з одинадцяти торговельних суден, легкоозброєного судна спецпризначення, використаного як вантажне, восьми крейсерів, двадцяти шести есмінців, чотирьох корветів, двох тральщиків, чотирьох MTB і двох рятувальних суден.
Із заходу, з Гібралтару, вийшли шість торговельних суден у супроводі лінкора, двох авіаносців, чотирьох крейсерів, швидкохідного мінзага, сімнадцяти есмінців, двох корветів, чотирьох тральщиків і шести катерів. З цієї армади, до місця призначення прибули лише два торговельних судна та швидкохідний загороджувач з вантажем для острова.

#### КонвойHarpoon
Операція «Гарпун» (12-15 червня) була спробою Великої Британії провести з Гібралтару на Мальту великий конвой під прикриттям значного ескорту. Однак ця спроба значною мірою не вдалася.
Зіткнення ескорту конвою з італійською авіацією і Військово-морськими силами закінчилося перемогою італійців, внаслідок чого крейсер «Ліверпуль» і ескортний міноносець «Партрідж» були пошкоджені і їм довелося повернутися, есмінець «Бедуїн» був пошкоджений і згодом затонув. З шести суден конвою три було затоплено, танкер Kentucky був пошкоджений, і його було вирішено теж затопити, щоб конвой, котрий залишився, зміг дійти до Мальти на максимальній швидкості.
Оскільки конвой підійшов до Мальти в сутінках, не вдалося провести контрольне тралення фарватеру. Як наслідок, підірвалися на мінах есмінці «Бедсворт», «Матчлес» і «Куяв'як» (останній затонув), підірвалося також одне з суден конвою — але воно все ж змогло увійти в гавань, втрати вантажу були незначні.
Крім двох суден, що дійшли до гавані Мальти, вантажі було доставлено на швидкохідному мінному загороджувачі «Вельшмен», який відокремившись від конвою, досяг Мальти й розвантажив свою частину вантажу, після чого встиг повернутися до складу ескорту.

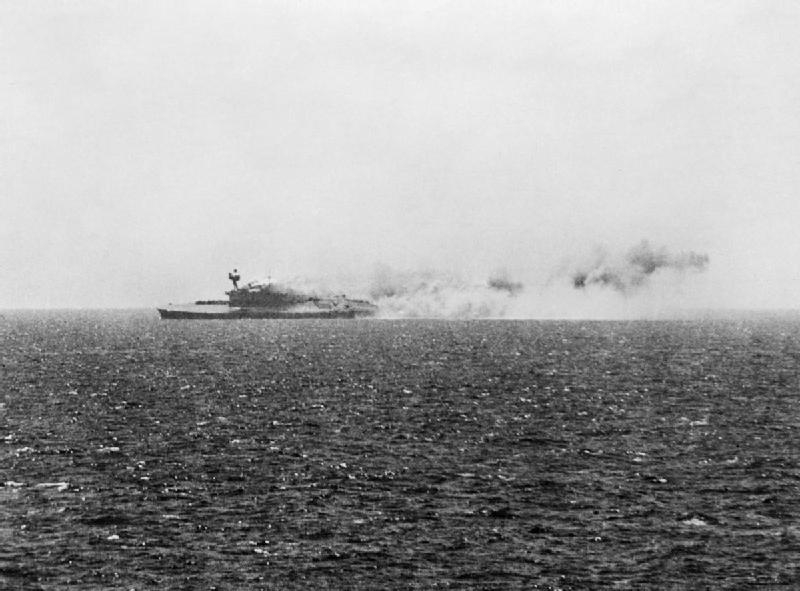
Загибель британського авіаносця «Ігл» під час операції «П'єдестал» в результаті торпедування німецьким підводним човном U-73. 11 серпня 1942

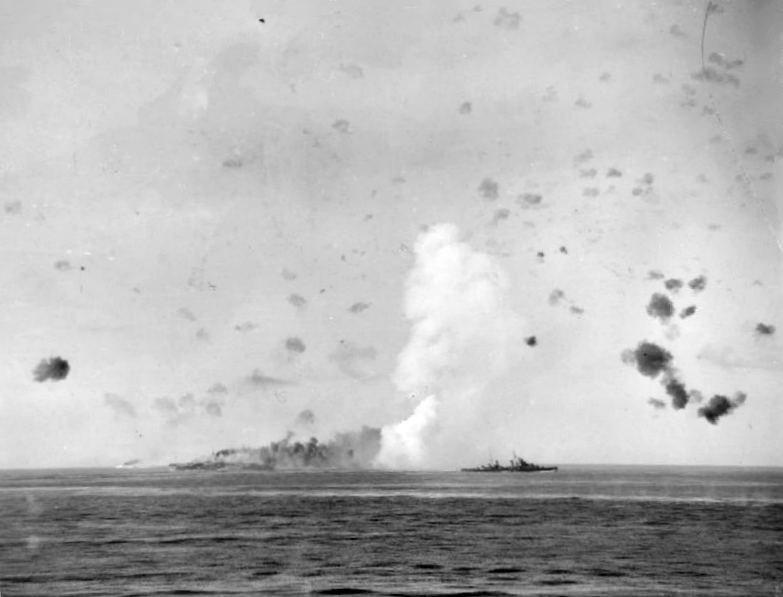
Британський легкий крейсер «Карібдіс» ставить димову завісу, прикриваючи від ударів ворожої бомбардувальної авіації уражений авіаносець «Індомітебл». Операція «П'єдестал». 12 серпня 1942

#### КонвойVigorous(ME-11)
Операція «Вігорос», що проводилася одночасно з операцією Harpoon, була спробою провести великий конвой у складі одинадцяти торгових суден під прикриттям значного ескорту зі східної частини Середземномор'я. Відсутність у складі ескорту авіаносця не дозволила організувати надійну протиповітряну оборону.
При переході конвой і ескорт сильно постраждали від ударів авіації, торпедних катерів і підводних човнів супротивника. Під час боїв крейсери «Ньюкасл» і «Бірмінгем» були пошкоджені, «Герміона» затонув. Затонули есмінці «Нестор» і «Хейсті». Два судна з конвою було потоплено, ще два пошкоджені.
Велика витрата боєприпасів і малий залишок палива після маневрів змусили британське командування ухвалити рішення про повернення конвою.
Цим завершилися спроби постачання Мальти конвоями зі сходу, до тих пір, поки армія не очистила від противника Північну Африку, що дозволило повітряним силам забезпечувати повітряне прикриття протягом усього переходу.

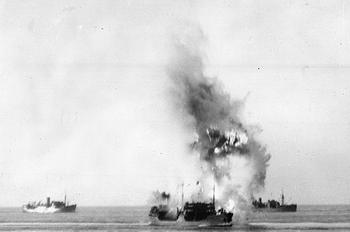
Італійський підводний човен «Аксум» уражає торпедою американський танкер SS Ohio. Операція «П'єдестал». Серпень 1942

### Операція «П'єдестал» (серпень 1942)
Черговою спробою поліпшити постачання острова стала операція «П'єдестал» (11-15 серпня) — конвой у складі 14 торговельних суден, у супроводі 44 військових кораблів, включно з лінкорами й авіаносцями. Конвой майже відразу залишився без повітряного прикриття, тому неухильно піддавався атакам авіації противника. 13 серпня 1942 року, у день мальтійського свята Святої Марії, вцілілі кораблі конвою прибули на Мальту. Найважливішим фактором також стало прибуття з ними американського танкера SS Ohio, в танкер потрапили торпеди та бомби, на його палубі розбився бомбардувальник, корабель палав, позбувся ходу, але залишився на плаву. Буксируваний есмінцями, під зливою бомб, він привіз на острів дорогоцінне авіаційне паливо. Ціна конвою була чимала: з 14 торговельних суден вціліло лише 5, авіаносець «Ігл», два крейсери й есмінець були затоплені, ще два крейсери й авіаносець були сильно пошкоджені.

### ОпераціяStoneage(листопад 1942)
Після розгрому італійсько-німецької танкової армії «Африка» генерал-фельдмаршала Е.Роммеля в битві під Ель-Аламейном та початком загального наступу британської армії в Північній Африці, 16 листопада з Суецу вирушив перший конвой MW-13 на Мальту. Пройшовши через Суецький канал, він прибув до Порт-Саїда і продовжив шлях далі у Середземне море. Конвой складався з чотирьох суден: Bantam, Denbighshire, Mormacmoon і Robin Locksley у супроводі крейсера «Евріал» і семи есмінців, які провели його до Александрії. Тут на охорону заступили придатніші для протиповітряної оборони ескортні міноносці типу «Хант» зі складу 5-ї флотилії, з крейсером «Евріал» в ролі лідера: «Альденгам», «Бофорт», «Біве», «Крум», «Далвертон», «Ексмур», «Харворт», «Харслі», «Теткотт» і грецьким «Піндос». О 07:00 17 листопада конвой вийшов з Александрії на Мальту зі швидкістю 15 вузлів.
Рано вранці 18 листопада 1942 року до конвою приєдналися крейсери «Аретюза», «Клеопатра», «Дідо» і «Орайон» з сімома есмінцями, які залишалися з ним до 17:30. Протягом цього періоду на конвой була здійснена одна повітряна атака без наслідків.
Незабаром після відділення основних сил ескорту, охорона конвою почула вибух, після чого було отримано повідомлення про торпедування крейсера «Аретюза» і можливість нальотів німецької авіації. Поодинокий торпедоносець виконав безуспішну атаку. На наступний ранок крейсер і з'єднання есмінців знову прикривали конвой, і хоча ймовірніше за все, авіація Люфтваффе знову шукала конвой, більше атак не було. Протралений фарватер біля острова був пройдений о 22:40 за допомогою тральщика «Спіді», що вийшов назустріч кораблям конвою.

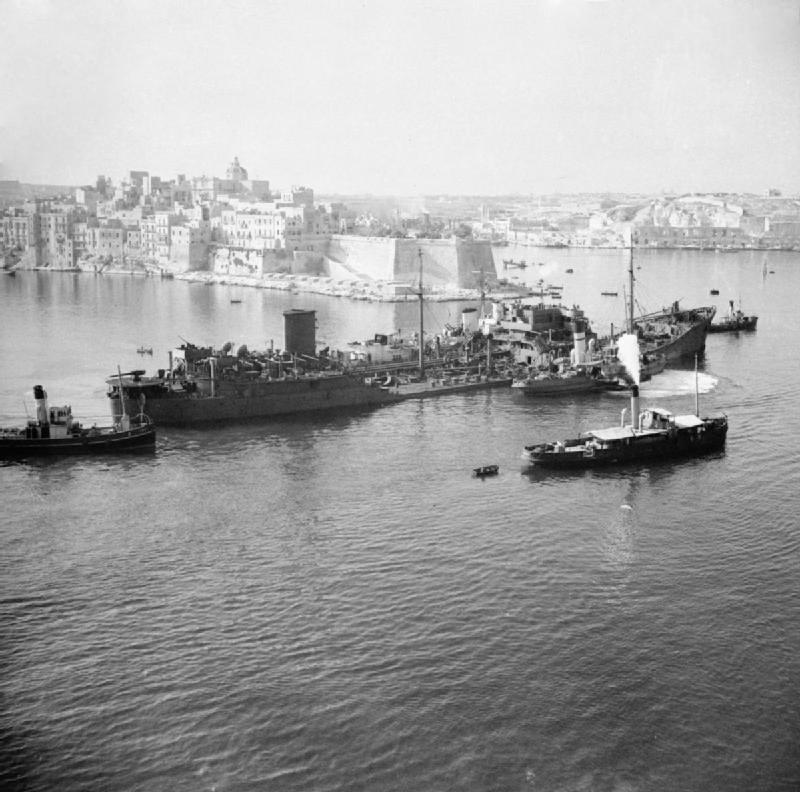
Пошкоджений американський танкер SS Ohio за підтримки есмінців уходить до бухти Великої гавані Мальти

### ОпераціяPortcullis(листопад-грудень 1942)
8-ї армії генерал-лейтенанта Б. Монтгомері вийшла на рубежі на заході Лівії, і тепер з'явилася можливість використовувати порти Бенгазі й, що більш важливо, Триполі, для постачання британської армії з Александрії. Ці конвої також використовувалися для проведення суден на Мальту. Мальтійська частина супроводжувалася сильним ескортом з Мальти, що зустрічали судна у Бенгазі, звідки судна, призначені в Триполі, повертали на південь.
Перший конвой по цьому маршруту вийшов у рамках операції під найменуванням Portcullis. Мальтійська частина конвою складалася з суден: Agwimonte, Alcoa Prospector, Glenartney і Suffolk, які вийшли з Порт-Саїда 1 грудня в конвої MW-14 у супроводі есмінців «Біве», «Харслі», «Пакенгам», «Пітард» і грецький «Васілісса Ольга». 2 грудня в Александрії конвой зустріли крейсер «Орайон» і есмінці «Альденгам», «Далвертон», «Ексмур», «Харворт», «Паладін» і грецький «Піндос». «Харворт» незабаром змушений був повернутися до Александрії через несправності.
Також 2 грудня був вирішено включити в конвой завантажений танкер Yorba Linda з Бенгазі, і з Александрії були спрямовані есмінці «Крум» і «Теткотт» для його супроводу. Вони привели танкер до MW-14 в 17:00 3 грудня. Загороджувач «Вельшмен» з вантажем для Мальти приєднався до конвою на світанку і залишався з ним до сутінків, потім продовживши самостійний похід на острів.
Зустрінутий крейсерами ППО «Клеопатра», «Дідо» і «Евріал» і есмінцями «Джервіс», «Кельвін» і «Нубіан», конвой прийшов на Мальту неушкодженим 5 грудня.
Цей перехід почав постійне постачання Мальти конвоями через Триполі, зазвичай парами суден, яке тривало до середини 1943 року. З відкриттям для судноплавства всього Середземного моря, маршрут постачання острова проходив уже безпосередньо з Великої Британії.

### ОпераціяQuadrangle(грудень 1942)
Операція Quadrangle становила фактично серію з чотирьох конвоїв для Мальти під індексами A, B, C і D і позначеннями від MW-15 до MW-18. Конвої використовували маршрут через Триполі, ескорт забезпечувався бойовими кораблями, що базувалися на Мальті.

#### КонвойMW-15
Конвой включав судна American Packer і Ozarda, що вирушили з Порт-Саїда 6 грудня у супроводі тральщиків типу «Бангор» «Бостон», «Кромарті» і «Уайтхевен». Ескортних міноносці «Далвертон», «Харворт» і «Паладін» з Александрії приєдналися до конвою 7 грудня. Також ескорт був посилений есмінцем «Біве» з Тобрука 10 грудня. Крейсер «Орайон» і ескортні міноносці «Альденгам», «Крум», «Ексмур» і «Харслі» з Мальти прийняли й привели конвой на острів о 22:30.

#### КонвойMW-16
Конвой складався з суден: Clan Macindoe, Robert Maersk і Erinna у супроводі «Біве» і «Паладін» з Александрії. «Харворт» також приєднався до конвою, щоб взяти на себе судно для Бенгазі. У призначений термін 12 грудня він повернувся до конвою, а «Паладін» пішов на Мальту після настання темряви. 13 грудня конвой був зустрінутий кораблями з Мальти: «Альденгам», «Крум», «Ексмур» і «Харслі». Рано вранці 14 грудня конвой досяг пункту призначення.

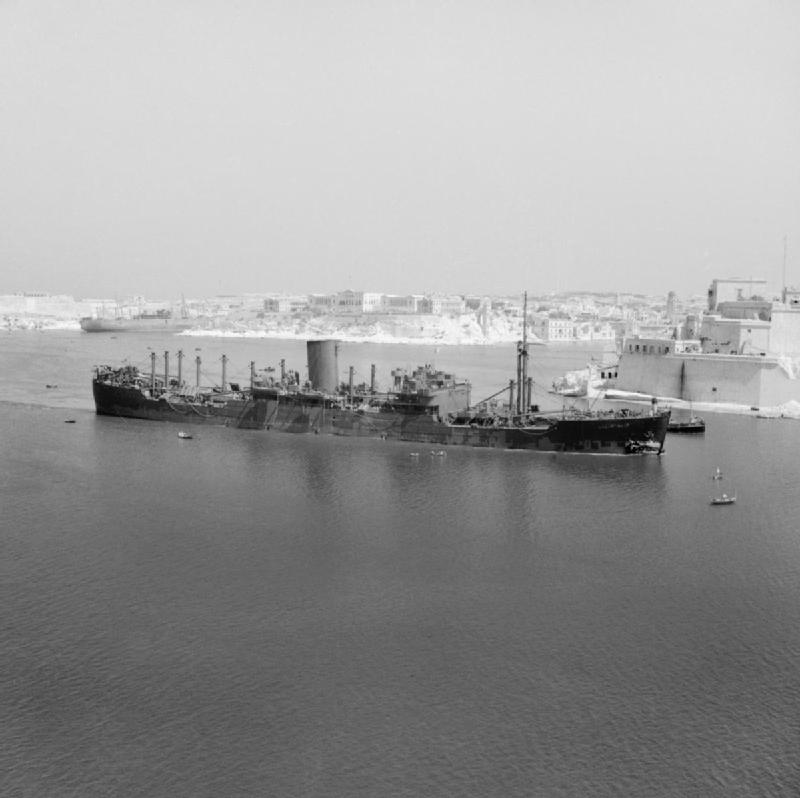
Транспортне судно MV Brisbane Star прибуло до Великої гавані Мальти

#### КонвойMW-17
12 грудня 1942 з Порт-Саїда, у супроводі ескортних міноносців «Далвертон», «Піндос» і «Теткотт» до Александрії вийшов конвой MW-17, який включав судна Fort Tadoussac і Ocean Voyager. В Александрії конвой затримався до 17 грудня, після чого разом з суднами, що прямували для забезпечення Бенгазі, вийшов у супроводі ескортних міноносців «Бофорт», «Далвертон», «Пакенгам», «Піндос» і «Теткотт». Зустрінутий кораблями «Орайон» і «Бофорт», конвой прибув на Мальту 21 грудня.
Під час цього переходу командувач військово-морськими силами Великої Британії на Середземному морі зазначив у щоденнику бойових дій, що ті чотирнадцять суден, що прийшли з вантажем в Гібралтар і були готові вийти на Мальту, тепер не потрібні та мають бути розпущені, оскільки східний маршрут тепер вважався безпечним і міг справлятися з постачанням острова.

#### КонвойMW-18
Останній конвой з серії Quadrangle складався з суден Daniel H. Lownsdale і Yorba Linda у супроводі «Альденгам», «Ексмур», «Харслі», «Харворт»; вийшов з Александрії 28 грудня. 30 грудня він отримав наказ сховатися в Бенгазі через повідомлення про вихід у море італійських лінкорів. Конвой знову вийшов о 19:00 і досяг Мальти 31 грудня, завершивши цим серію грудневих конвоїв, а з ними й усіх конвоїв 1942 року.

### Окремі конвої з Мальти в грудні 1942 року

#### КонвойME−11
7 грудня в рамках операції MH.2 конвой вирушив з Мальти. Він складався з уцілілих суден, що зосередилися на островах з конвоїв «П'єдестал» та MW-13: Bantam, Brisbane Star, Denbighshire, Melbourne Star, Mormacmoon, Port Chalmers, Robin Locksley, Rochester Castle і Yorba Linda. Вони супроводжувалися біля острова крейсером «Орайон» і есмінцями «Альденгам», «Біве», «Крум», «Далвертон», «Ексмур», «Харслі», «Пакенгам», «Пітард», «Теткотт» і грецькими «Піндос» і «Васілісса Ольга». Ескорт дещо зменшився при зустрічі конвоїв у Триполі, частина кораблів приєдналися до зустрічного MW−16. З ним пішли назад на острів «Орайон», «Альденгам», «Крум», «Ексмур» і «Харслі». Пізніше «Біве» був посланий в Тобрук на заправку, тоді як «Далвертон» і «Піндос», супроводжуючи Yorba Linda пішли в Александрію. Конвой прийшов у Порт-Саїд о 07:00 11 грудня.

#### КонвойME−12
17 грудня конвой вийшов о супроводі «Орайон», «Альденгам», «Біве», «Крум», «Ексмур», «Харслі», «Харворт», «Пітард» і «Васілісса Ольга». Він складався з суден: Agwimonte, Alcoa Prospector, Glenartney і Suffolk. Orion відокремився о 09:00 19 грудня для з'єднання із зустрічним MW−17, «Пітард» і «Васілісса Ольга» пішли в Александрію; конвой прибув у Порт-Саїд у 20:00 20 грудня.

#### КонвойME−14
28 грудня вийшов останній східний конвой року, у складі транспортних суден: American Packer, Clan Macindoe, Erinna й Ozarda у супроводі крейсера «Евріал» і ескортних міноносців «Бофорт», «Далвертон», «Теткотт» і «Піндос». 30 грудня 1942 конвой був атакований підводним човном, але обійшлося без втрат; «Бофорт» був відряджений для пошуків та знищення човна. «Евріал» залишив конвой, щоб повернутися на Мальту в 18:00 30 грудня «Бофорт» повернувся 31 грудня, і 1 січня 1943 року конвой дістався Порт-Саїда.

## Постачання поодинокими суднами без ескорту
Навесні 1941 року, виходячи з того, що стан справ на Мальті став украй загрозливим, британське керівництво ризикнуло на приховане постачання обложеного острова поодинокими суднами без виділення бойових кораблів для супроводу. Цей задум мав непогані шанси на успіх, завдяки наявності безлічі невеликих застарілих трампових суден, що могли рухатися уздовж берегів Північної Африки, низькій пильності ворожої системи спостереження та оповіщення і тому факту, що морський транспорт був (і до речі залишається сьогодні) найважливішим фактором доставки вантажів на значні відстані. Метод неконвойованих переходів поодиноких суден застосовувався також для виведення тих морських транспортних засобів, які відстоювалися на Мальті після прибуття в складі конвоїв. Такі неохоронювані переходи зазвичай відбувалися одночасно з конвойними операціями, і в цьому випадку вважалися їх частиною; водночас, деякі прориви суден проводилися самостійно, без маскування на фоні інших операцій та конвоїв.

### ОпераціяTemple
Перша спроба поодинокого переходу на острів здійснив пароплав Parracombe, який вийшов 17 квітня 1941 року з Великої Британії разом з конвоєм OG-59. Судну повернули забарвлення мирного часу; він залишив конвой на початку переходу і продовжив свій шлях окремо, супроводжуваний корветами «Каламбіна» і «Гарденіа». Гібралтарську протоку вони пройшли вночі 28-29 квітня 1941 року. Патрулі мали наказ не наближатися і не викликати судно, чий ескорт залишив його біля мису Європа.
На борту Parracombe перевозився 21 винищувач «Харрікейн» і 68 установок НКРС (некерованих реактивних снарядів) з боєприпасами до них, а також різні інші військові вантажі.
На переході через протоку, судно підійняло іспанський прапор, замінивши його на французький далі на схід, поблизу берегів Алжиру. Він мав наказ триматися якомога ближче до мису Бон, а потім, під прикриттям нічної темряви, судно максимально швидко наблизилося до Мальти, щоб до світанку бути в межах 50 миль від неї, в зоні винищувального прикриття.
Про судно нічого не було чути, після того, як воно пройшло Сицилійську протоку, поки не надійшла звістка, що Parracombe потрапило на одне з мінних полів, виставлених навколо мису Бон. 2 травня судно затонуло, 18 членів команди з 47 досягли берега і були інтерновані вішістами. Мінне поле противника, очевидно, починалося дуже близько до кордону територіальних вод.

### ОпераціяPropeller
Повторна спроба поодинокого переходу була вжита під умовною назвою операція «Propeller», коли на Мальту вирушило суховантажне судно Empire Guillemot, але цього разу воно було завантажене фуражем. Варто пояснити, наскільки цінним був цей вантаж для населення Мальти, цивільний транспорт якої тепер складався суто з коней та віслюків, яких залучали і до сільськогосподарських робіт, цю ж худобу тримали і як резерв продовольства. Навіть у мирний час переважна більшість фуражу покривалася імпортом, а в умовах блокади корм для худоби вирощувати стало ніде, оскільки земля, котра оброблялася, відійшла під виробництво продовольства для населення.
Empire Guillemot вирушив з Великої Британії у складі конвою OG-73, і також користувався відповідним маскуванням, вирушаючи під французьким або іспанським прапором. Згодом судно покинуло конвой і, в супроводі корветів «Дженшен» і «Джазмін» протягом ночі 13-14 вересня 1941 року під іспанським прапором пройшло Гібралтарську протоку.
15 вересня суховантажне судно змінило маскування на французьке до моменту проходження району Бізерти, де воно змінило державну належність на італійську і повернуло в північному напрямку на Сицилію. На підході до Мальти воно нарешті підійняло британський прапор і удосвіта 19 вересня прибуло на острів.
Кінцева частина переходу пройшла на межі провалу, коли Empire Guillemot зустрів італійський конвой, який було атаковано британськими літаками Swordfish. На щастя, льотні екіпажі мали суворий наказ не атакувати в ту ніч ніякі поодинокі судна, якого і дотримувалися суворо, не вважаючи на складності нічного бою.

### Прорив суднаClan Macdonald
16 жовтня 1941 року військове транспортне судно Clan Macdonald самостійно вийшло з Мальти, і попри те, що наступного дня воно було виявлене та атаковане торпедоносцем, судно успішно ухилилося від атаки і без перешкод прийшло в Гібралтар 19 жовтня.

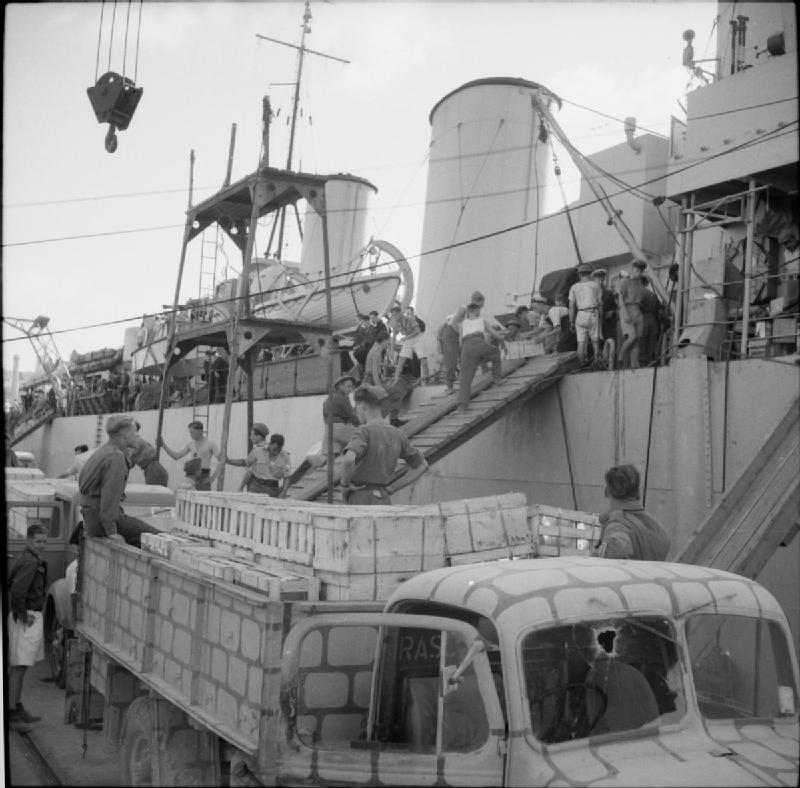
Британські війська розвантажують продовольство з транспортного судна, що прибуло до порту Мальти. 30 липня 1942

### ПроривCity of Lincoln, Dunedin Star, Empire Guillemot
Наприкінці вересня 1941 року під час підготовки операції «Гальбед» транспортник Empire Guillemot мав повертатися в складі конвою, але через технічні несправності двигунів не зміг вийти в море. Врешті-решт 22 жовтня 1941 року судно покинуло Мальту і приховано під прикриттям темряви самостійно вийшло у відкрите море. 24 жовтня Empire Guillemot був упізнаний італійським торпедоносцем і потоплений біля острова туніського острова Галіте, один офіцер загинув. Решта 38 членів команди і 6 артилеристів врятувалися на двох шлюпках. До нещастя, одна розбилася в прибої при висадці на африканський берег, і 9 людей загинули; 33 уцілілих інтернували французи.
22 жовтня з Мальти вийшли нарізно транспортники City of Lincoln і Dunedin Star, які продовжили свій рух окремо; обидва судна успішно дісталися до Гібралтару.

### ПроривClan Ferguson
24 жовтня 1941 року суховантажне судно Clan Ferguson вийшло з Мальти — останнім у спробі звільнити гавань від порожніх суден. Незабаром після відходу він був перехоплений і атакований італійською авіацією. Оскільки Clan Ferguson не відійшов далеко, то був відкликаний назад на Мальту. Кінець-кінцем він пішов зі східним конвоєм ME-8 до Александрії.

### ОпераціяAstrologer
Наступна спроба провести із заходу транспорти без конвою була здійснена двома суднами: Empire Defender і Empire Pelican в ході операції Astrologer. Обидва судна поодинці пройшли Гібралтарську протоку в напрямку Мальти 12 й 14 листопада 1941 року відповідно й продовжили свій рух по тій же схемі, що й Empire Guillemot. До нещастя, ця схема була розкрита ворожою розвідкою. Ймовірно противник дізнався подробиці переходу пароплаву Parracombe, який першим наважився пройти непомітним, чия команда була інтернована в Північній Африці, і тому ворожою розвідкою було організоване прискіпливе спостереження з іспанського берега за суднами, що проходять протоку.
14 листопада італійська авіація атакувала біля острова Галіте Empire Pelican, а наступного дня було атаковане Empire Defender. Обидва військові транспорти були потоплені, на першому втратили одну людину, на другому — чотирьох. Ця невдача спричинила припинення спроб переходу поодиноких кораблів та суден із заходу на цілий рік.

### Перехід суднаEmpire Patrol
Пізно восени 1942 року в Александрії судна знаходився транспортник Empire Patrol, колишній італійський приз Rodi, який став приводом до спроби постачання острова зі сходу. Наприкінці 1942 року ситуація з паливом на Мальті стала критичною через великі витрати союзною авіацією острова пального для підтримки операції «Смолоскип». Відповідно, командування Середземноморського флоту мобілізувало Empire Patrol як корабель Його Величності і 1 листопада 1942 року, завантаживши на борт 1 200 тонн авіаційного гасу і 300 тонн бензину, все в каністрах, в спробі прорватися без охорони на Мальту.
У відповідності до наказу, судно отримало маршрут: під турецьким прапором пройти східніше Кіпру у води Туреччини, потім під італійським прапором, під виглядом італійського судна, що йде з Дарданелл до Південної Італії звичайним для італійців маршрутом, повернути на захід. Командир корабля, лейтенант військово-морського резерву, мав офіційний дозвіл відмовитися від подальшого переходу, якщо вирішить, що маскування судна розкрите.

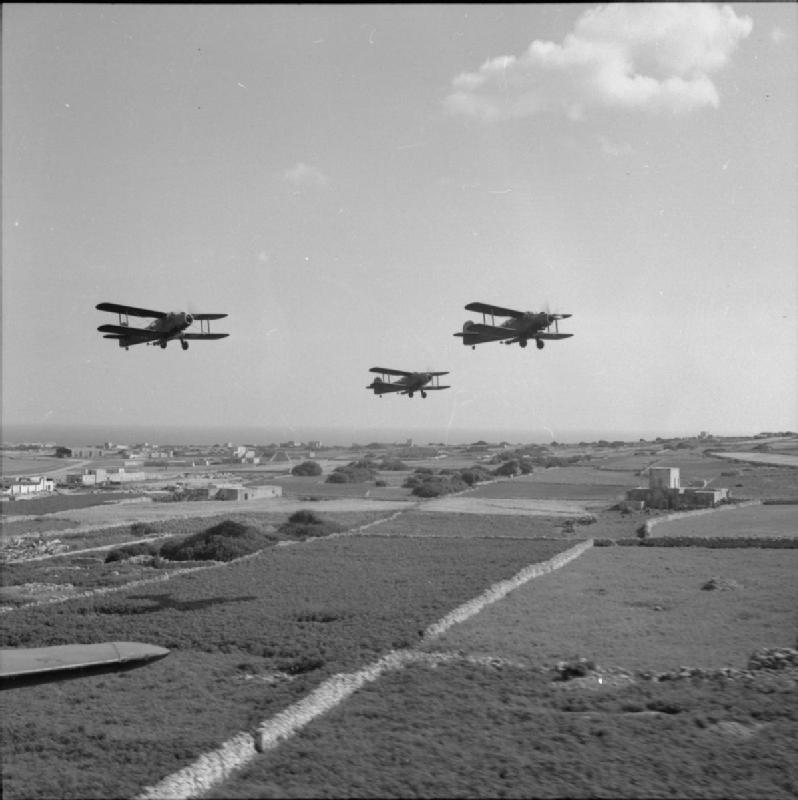
Британські торпедоносці Fairey Albacore в небі над Мальтою

Протягом усього переходу судно страждало від несправностей в електрообладнанні та двигунів, а опівдні 2 листопада було пильно обстежено німецьким розвідувальним літаком. Внаслідок цього перехід був перерваний, і 3 листопада Empire Patrol увійшов у порт на північно-східному узбережжі Північного Кіпру — Фамагусту. Рішення перервати операцію було схвалено командуванням.

### ОпераціяCrupper
Остання спроба прорватися на обложений острів поодиноких суден була, коли британці вирішили скористатися плутаниною в акваторії Середземного моря на фоні вторгнення в рамках проведення операції «Смолоскип» до Північної Африки. Два судна: Ardeola і Tadorna з вантажем для мальтійського гарнізону вийшли з Британії разом з конвоєм вторгнення KMS-1, але західніше Гібралтару відокремилися. Протоку судна пройшли з використанням звичайних засобів маскування і продовжили свій шлях уздовж північного берега Африки до мису Бон.
До нещастя, одним з припущень при плануванні операції «Смолоскип» було в тому, що в разі висадки союзників опір французів буде слабким, якщо взагалі буде мати місце. Проте, опір французьких вішістів був значним, а в Тунісі мав рівень найактивнішої співпраці з військами країн Осі. Як наслідок цього, обидва судна були обстріляні французькими береговими батареями мису Бон і отримали наказ зупинитися. Капітани суден не вжили жодних спроб затопити Ardeola і Tadorna в надії, що зможуть «порозумітися» і продовжити шлях. Фактично обидва судна були захоплені і приведені в Бізерту, де вони були розвантажені, вантажі конфісковані, а судна передані італійцям.
Обидва судна продовжили свою службу під італійським прапором, під назвою Aderno і Balzac відповідно, а пізніше були торпедовані і потоплені британськими підводними човнами 23 липня та 7 березня 1943 року.

## Постачання на Мальту повітрям

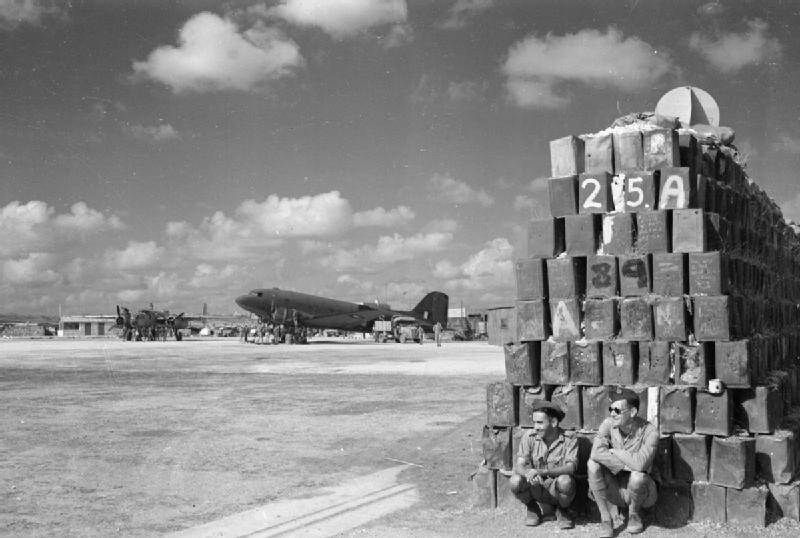
Британські бомбардувальник B-25 «Мітчелл» та транспортний літак «Дуглас Дакота» на мальтійському аеродромі Луа на перельоті до Близького Сходу

Для постачання обложеного острова іноді Королівські ВПС застосовували авіацію далекої дії, яка доставляла на Мальту необхідні матеріали, як через Гібралтар, так і з Єгипту. Літаки з великою дальністю польоту входили до складу розвідувальних та ударних ескадрилей, що діяли з острова протягом облоги. Без сумніву, вільні місця і вага в них використовувалися під пасажирів і вантажі, необхідні частинам Повітряних сил на острові, але ці перекидання не були ні регулярні, ні спеціально призначені для систематичного постачання.
Попри постійні прохання керівництва флоту та авіації, дислокованих на Мальті, тільки на початку 1942 року британський штаб Військово-повітряних сил в метрополії розглянув питання організації постійного постачання повітрям. 17 квітня 1942 року 24-а ескадрилья літаків далекої дії Hudson, що базувалася в Корнволлі, була виділена для організації постачання на острів і незабаром почала регулярні рейси Велика Британія — Гібралтар — Мальта.
Літаючи по вельми небезпечному маршруту на практично беззахисних машинах, ескадрилья самовіддано доставляла суто важливі речі, включаючи цінних пасажирів, запчастини до літаків, цінні вантажі невеликої ваги (наприклад, предмети медичного, радіо і радарного постачання), а також пошту на Мальту і назад.

## Постачання острова бойовими надводними кораблями
Епізодично командування Королівського флоту виряджало надводні кораблі, які здійснювали походи на Мальту, як зі східної частини Середземного моря, так і з західної, для того, щоб доставити персонал або коштовні предмети постачання, а також, щоб діяти безпосередньо з острова. Іноді кораблі, що йшли на посилення флоту в Александрію, проходили транзитом з вантажем для мальтійців.

### 1940
Операція Hats (30 серпня — 2 вересня) — під час цієї операції щодо посилення Середземноморського флоту кораблями з Гібралтару, на Мальту були доставлені вантажі з лінкора «Валіант» і крейсерів ППО «Калькутта» і «Ковентрі». На борту лінкора знаходилися вісім 3,7-дюймових зенітних гармат і десять 40-мм автоматичних установок Bofors, плюс боєприпаси і запаси загального призначення з трьох кораблів.
Операція MB.5 — 28 вересня 1940 легкі крейсери «Глостер» і «Ліверпуль» разом з основними силами флоту вийшли з Александрії. На борту, для посилення гарнізону Мальти, перевозилося 1 200 військовослужбовців, а також персонал Повітряних сил Великої Британії. Обидва кораблі прийшли на Мальту пізно ввечері 30 вересня, висадили людей і о 2:30 1 жовтня вийшли у зворотному напрямку.
Операція Coat — подальше посилення флоту в Александрії з Гібралтару. Лінкор «Барем», крейсери «Бервік» і «Глазгоу» та есмінці «Галант», «Грейхаунд» і «Гріфін», що призначалися для посилення морського компоненту на Мальті. Есмінці «Фокнор», «Форчун» і «Фьюрі» супроводжували оперативну групу до Мальти. Після полудня 7 листопада 1940 з'єднання вийшло з Гібралтару і дісталося острова 10 листопада, щоб вивантажити війська і припаси з Гібралтару. Вони доставили 2 150 осіб (батальйон піхоти, дві батареї 25-фунтових польових гармат, танковий підрозділ і обслугу для трьох зенітних батарей) та їх майно, автомобілі та інше, зі складу конвою Collar. Персонал розміщувався: на «Барем» — 700 осіб, «Бервік» — 750 осіб, «Глазгоу» — 400 осіб, і на кожному з есмінців по 50 чоловіків. По завершенню з'єднання вийшло і продовжувало шлях до Єгипту.
Перехід крейсера «Ньюкасл» — 16 листопада 1940 року крейсер «Ньюкасл» зайшов у Гібралтар з Британських островів з персоналом Військово-повітряних сил та вантажем для Мальти. 17 листопада після дозаправлення корабель вийшов, досягнувши 19 листопада пункту призначення безперешкодно. Крейсер залишався на острові до 26 листопада, після чого повернувся до Гібралтару в ході операції Collar.
Операція Collar — за задумом цієї операції, деякі кораблі повинні були доставити підкріплення для гарнізону Мальти. 25 листопада крейсери «Манчестер» і «Саутгемптон» взяли на борт відповідно 660 і 760 особового складу Військово-повітряних сил і армії, доставлених з Великої Британії транспортом Franconia. Ці кораблі увійшли у складі З'єднання «F», що забезпечувало ескорт конвою.
Обидва крейсери взяли участь у бою з надводними силами противника, прикриваючи конвой, потім висадили персонал на Мальті і повернулися в Гібралтар, приєднавшись до З'єднанню «H».

### 1941

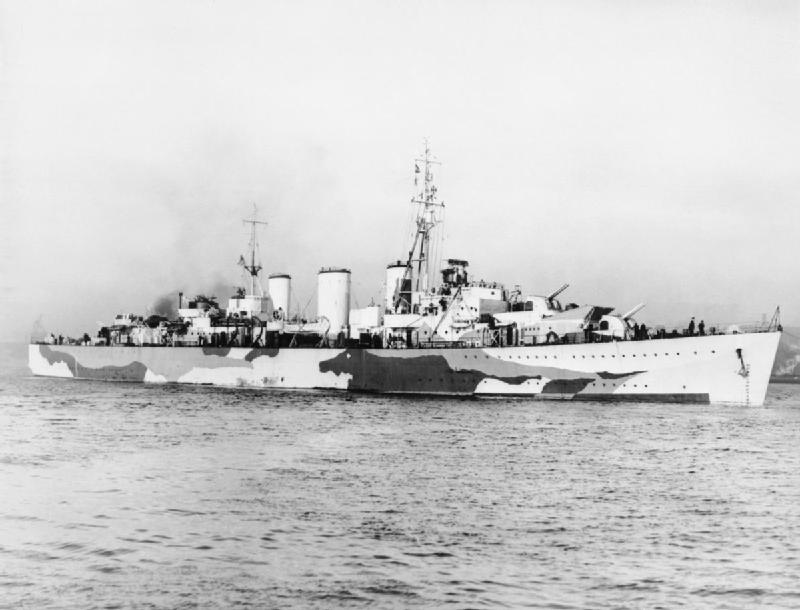
Мінний загороджувач «Абдієль»

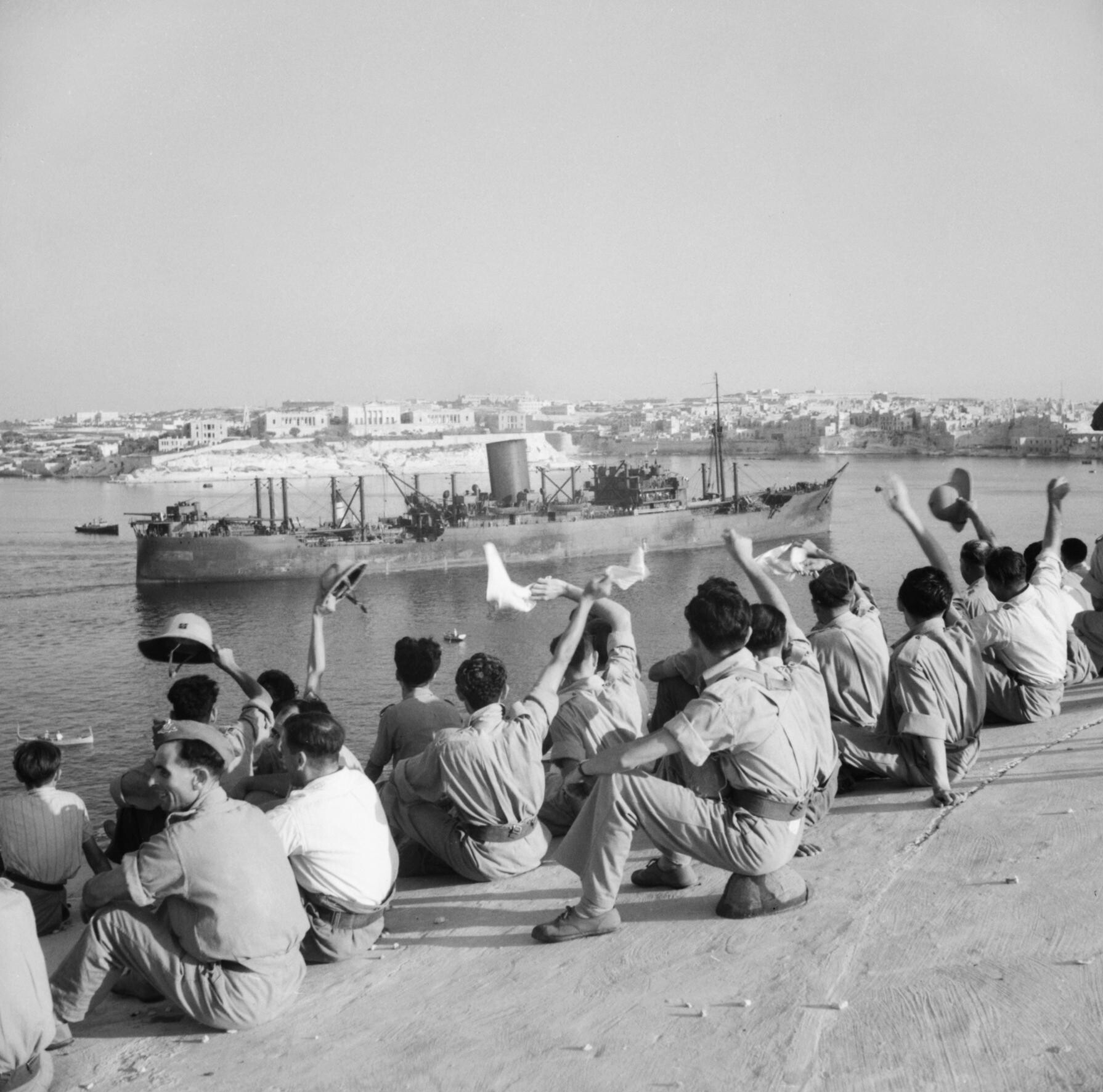
Британські солдати вітають прибуття військового транспорту SS Melbourne Star до Великої гавані Мальти. 22 серпня 1942

Крейсери «Глостер», «Саутгемптон» та есмінці «Айлекс» і «Джейнес» — 6 січня 1941, ці 2 крейсери та 2 есмінці, взявши на борт у Гібралтарі загалом 25 офіцерів і 484 солдатів армії і Королівських ВПС, вийшли на Мальту. 8 січня кораблі прибули на острів, де висадили людей, дозаправилися паливом і через 4 години 30 хвилин відбули назад на Гібралтар. Ця доставка проводилася в рамках операції «Іксес».
Крейсер «Бонавентуре» — при проведенні конвою «Іксес», цей крейсер узяв також пасажирів для Мальти, котрі прибули на транспорті Northern Prince до Гібралтару. «Бонавентуре» прибув на острів 11 січня в складі ескорту пошкодженого на міні есмінця «Галант». Прийнявши на борт моряків, які виявилися не потрібні на пошкодженому авіаносці «Іластріас», 14 січня корабель вийшов разом з крейсерами «Орайон» і «Перт» до Александрії, куди прибув 16 січня.
«Орайон» і «Перт» — 13 січня в контексті проведення операції «Іксес», ці два крейсери взяли пасажирів у грецькому порту Піреї: 280 на «Орайон» і 130 на «Перт», і після денного переходу прибули на Мальту. «Перт» усував несправності в силовій установці, поки «Орайон» вантажив уцілілих з авіаносця «Іластріас» (в цілому прийнято 326 осіб, включаючи посаджених на крейсер «Бонавентуре»). 14 січня кораблі вийшли з порту і 16 січня прибули до Александрії.
Крейсери «Аякс», «Глостер» і «Орайон» (операція MC.8) — кораблі взяли на борт війська: «Аякс» — 374 особи, «Глостер» — 637 і «Орайон» — 410 осіб, плюс команда для есмінця «Імпіріал» і трохи матросів гарнізону Мальти. 19 лютого кораблі залишили Александрію і прийшли на Мальту рано вранці 21 лютого. Того ж дня, у супроводі есмінців «Даймонд», «Мохок» і «Нубіан», крейсери вийшли в море, щоб приєднатися до основних сил флоту.
Операція Salient — проводилася водночас з доставкою авіаційного підкріплення на Мальту, що здійснювалося в рамках операції Dunlop. Операція складалася з проводки транзитом крейсера ППО «Дідо», мінного загороджувача «Абдієль» і есмінців «Джекал», «Джерсі», «Кашмір», «Келлі», «Кельвін» і «Кіплінг» до Александрії з проходом крізь Мальту. Усі кораблі мали матеріальні запаси для острова, але конструкція есмінців змусила велику частину вантажу помістити в ящиках на верхній палубі.
Операція була запланована на 24 квітня, і З'єднання «S» (таку назву отримала оперативна група) відпливало о 22:00 з наміром прибути на Мальту 26 квітня. Шторм на морі викликав пошкодження надмірно завантажених есмінців і втрату деякої частини їх вантажу, через що контрадмірал Ф.Віан, що плив на флагмані крейсері «Дідо», зменшити з'єднанню швидкість, що затримало їх прибуття на 24 години. Фактично кораблі прибули вранці 27 квітня. Надалі крейсер ППО «Дідо» і мінний загороджувач «Абдієль» разом з есмінцями з Мальти, відконвоювали до Александрії військовий транспорт Breconshire.
Операція Style — в ході проведення цієї операції, З'єднання «X», що діяло з Гібралтару, складалося з крейсерів «Аретюза» і «Герміона», загороджувача «Менксмен» і есмінців «Лайтнінг» і «Сикх». 31 липня вийшли з Гібралтару, маючи на борту 70 офіцерів, 1 676 матросів та старшин і 130 тонн вантажів для Мальти. Операція пройшла без протидії, крім епізоду з крейсером «Герміона», який таранив і потопив на зворотному шляху італійський підводний човен Tembien. 2 серпня З'єднання залишило Мальту, приєднавшись до З'єднання «H» і повернувшись у Гібралтар 4 серпня.
Крейсери «Аврора» і «Пенелопа» та есмінці «Ланс» і «Лавлі» — 19 жовтня з Гібралтару вийшла ця група бойових кораблів, що базувалася на Мальті, як З'єднання «K» і прибула в пункт призначення 21 жовтня. Кожен з крейсерів по двісті 102-мм снарядів, сімнадцять 450-мм авіаційних торпед і по одній 20-мм установці Oerlikon, що призначалися для вивантаження на Мальті. Есмінці також мали вантаж в ящиках на палубі.
«Аякс», «Нептун», «Кімберлі» і «Кінгстон» — 17 листопада ці кораблі вийшли з Александрії з метою посилення З'єднання «K», що базувалося на Мальті. Всі кораблі мали на борту надмірну кількість боєприпасів і торпед для підводних човнів, які були на Мальті. 29 листопада група кораблів прибула на острів, вивантажила припаси, і розпочала підготовку до дій з острова.
«Дідо», есмінці «Ерроу», «Фоксхаунд», «Гуркха» і «Нестор» — 22 грудня крейсер «Дідо» і есмінці залишили Гібралтар, вирушаючи до Александрії для посилення Середземноморського флоту, і попутно зайшли на Мальту 24 грудня. Припаси і деякі пасажири були висаджені на Мальті, а 26 грудня бойові кораблі продовжили свій шлях, супроводжуючи порожні судна з острова на схід у складі конвою ME-8.

### 1942
«Клеопатра» і «Форчун» — 9 лютого крейсер ППО «Клеопатра» і есмінець «Форчун» вийшли разом з Гібралтару на Мальту і далі до Александрії, щоб приєднатися до Середземноморського та Східного флоту відповідно. На борту крейсеру перебували 104 пасажири, запаси торпед і боєголовок до них, пошта і 1 490 133-мм снарядів до штатної корабельної зброї.
11 лютого обидва кораблі прийшли на Мальту, після майже безперервних повітряних атак. «Клеопатра» отримав осколкові ушкодження, що викликали пожежі, втрату кількох боєголовок від торпед, а також зазнали деяких втрат в особовому складі. Разом з конвоєм ME-10, що складався із порожніх транспортних суден, обидва кораблі потім вирушили до Александрії.
Перехід човнів HMML 126 і 130 — протягом 12-17 березня два моторних катери типу Fairmile B пройшли з Гібралтару на Мальту для служби на острові. Перехід відбувався вздовж берегів Північної Африки з метою військової хитрості під французьким прапором. Кінцевий відрізок маршруту до Мальти пройшов у нічній темряві, обидва кораблі прибули безперешкодно.
Перехід човнів HMML 129 і 132 — повторення попередньої операції, до нещастя ці два моторних катери були атаковані й потоплені авіацією 21 березня, після виходу з Гібралтару 14 березня. Це поклало край заходам щодо посилення мінно-тральних сил на острові.
Перехід «Хавок» — цей есмінець затримався на Мальті для виправлення зазнаних пошкоджень і було ухвалено рішення провести його в Гібралтар, а з ним максимальну кількість персоналу, який не був потрібний на острові. 5 квітня ескадрений міноносець «Хавок» вийшов без супроводу зі 100 пасажирами на борту, намагаючись дійти швидким переходом до цілі. Але, 6 квітня, на біду на великій швидкості наскочив на мілину біля берегів Тунісу. Один кочегар загинув у результаті інциденту на мілині, 250 пасажирів і команда корабля інтерновані французами.
«Вельшмен» — швидкохідний загороджувач з вантажами для Мальти вийшов з Клайда 1 травня до Гібралтару, прибувши туди 4 травня. Після навантаження 7 тонн димових шашок з Llanstephan Castle, він вийшов 8 травня, грубо замаскований під французький есмінець типу «Леопард», і досяг острова 10 травня, попри виявлення німецькою авіацією і атаки поблизу Мальти торпедними катерами. Він був розвантажений протягом дня і пішов з настанням темряви, діставшись Гібралтару 12 травня.
Він висадив на Мальті 123 пасажирів, переважно персонал Королівських ВПС, і 340 тонн вантажів, головним чином боєприпаси і димові шашки. Для зворотного переходу він прийняв 146 чоловіків флотського персоналу та паливні баки зі «Спітфайерів», що перелетіли на острів з союзних авіаносців.
«Вельшмен» — для другого походу «Вельшмен» завантажив на ВМС Клайда 20 упакованих в ящики двигунів Spitfire, 40 бочок гліколь-охолоджувача, 45 тонн 20-мм боєприпасів, 116 тонн 3-лінійних патронів і 92 тонни димових шашок, а також 14 офіцерів RAF і 100 осіб нижніх чинів.
28 травня корабель самостійно вийшов з ВМБ Клайда і досяг Гібралтару 2 червня. При проходженні бонового загородження на вході в Гібралтар він зіткнувся з буксиром Salvonia з пошкодженням гвинта, що вимагало постановки в сухий док. По завершенні ремонту корабель передав половину двигунів, гліколь і 20-мм боєприпаси на судна конвою «Гарпун» і 12 червня вийшов на Мальту разом з конвоєм, завантаживши додаткову кількість димових шашок. Welshman йшов з конвоєм до раннього ранку 15 червня, потім самостійно продовжував шлях на острів 28-вузловим ходом, де він, увійшовши в гавань, розвантажився протягом п'яти годин.
Після цього «Вельшмен» знову вийшов, щоб зустріти на підході залишки конвою, які піддавалися атакам Люфтваффе, і забезпечити додаткове зенітне прикриття. Він зустрів конвой в 17:30 і дійшов з ним до Мальти, повернувшись потім у Гібралтар разом зі З'єднанням «H».
«Вельшмен» — 7 липня вийшов у третій похід після ремонту на базі Клайда, де завантажив припаси для Мальти, а саме: 150 тонн молочного порошку, 100 тонн харчових масел, 15 тонн мила, 36 тонн мінно-трального обладнання та пошту. Ще 22 тонни вантажу загального призначення були завантажені наступного дня, до переходу в Грінок. У Гріноку були завантажені ще 4 тонни вантажу і прийнято 130 пасажирів переважно від флоту, і льотні екіпажі RAF, а також наземний персонал Повітряних сил.
9 липня корабель вийшов у Гібралтар і прийшов туди о 1:00 14 липня, заправившись в гавані і замінивши 4 тонни вантажу на предмети постачання авіації та 20-мм боєприпаси. Корабель вийшов перед світанком 14 липня. 15 липня без втрат переніс повітряну атаку і на світанку 16 липня увійшов у гавань Мальти. Вивантаження було завершене через сім годин, і одночасно було взято на борт деякий багаж. Погода не дозволяла перехід на високій швидкості, і корабель залишався на Мальті до 18 липня, коли він прийняв паливо (400 тонн) і 174 пасажири (переважно команди суден зі складу «Гарпун») і вийшов у сутінках в море. 19 липня була відбита без втрат повітряна атака, і корабель досяг Гібралтару в середині дня 20 липня.
Мінний загороджувач «Менксмен» вийшов з Порт-Саїда 10 листопада, зайшовши до Александрії 11 листопада з 350 тоннами різноманітних продовольчих товарів і 200 пасажирами. Корабель прибув на Мальту після полудня 12 листопада без пригод.
Операція Analyst — останній похід «Вельшмен» з Великої Британії з вантажем для Мальти. 1 листопада загороджувач вийшов з Плімута, маючи вантаж: 110 тонн молочного порошку, 25 тонн сушеної квасолі, 25 тонн сушеного гороху, 110 тонн солонини й п'ятнадцять 450-мм авіаторпед; а також 13 офіцерів, 50 авіаторів RAF і 50 Королівських інженерів. Корабель пройшов Гібралтар і зайшов до Алжиру через негоду в Середземному морі. Після полудня 17 листопада він вийшов з Алжиру, наступного дня прийшовши на Мальту.
У свій четвертий похід «Вельшмен» завантажив у Хайфі сорок чотири 533-мм і шість 450-мм торпед, запчастини для підводних човнів, вийшовши до Александрії, де він 2 грудня забрав пасажирів. Потім він вийшов, щоб наздогнати конвой Portcullis і йшов з ним протягом світлового дня 3 грудня, відокремившись після темряви, і 4 грудня швидким переходом прибувши на Мальту.

## Постачання на Мальту підводними човнами
З початку воєнних дій з Італією, британському командуванню стало ясно, що постачання Мальти надводними кораблями буде небезпечним, й потребуватиме великих сил за участю бойових кораблів, як З'єднання Н у Гібралтарі, так і Середземноморського флоту в Александрії. З кожної з перелічених баз, перехід торговельних суден на відстань близько 1 000 миль тривав чотири дні, з яких значна частка проводилася в денний час, поза межами британського прикриття з повітря та в радіусі досяжності авіації противника з італійських авіабаз.
Досвід проведення конвоїв наочно проілюстрував небезпеку таких заходів, а з появою німецької авіації на Середземному морі організація доставок необхідного вантажу іншим шляхом стала вкрай необхідною. Реалізація таких ризикованих задач могла виконуватися швидкохідними кораблями або шляхом використання підводних човнів.
Багато переходів на обложений острів було здійснено підводними човнами, що базувалися на Гібралтарі, Мальті і Александрії на підтримку конвойних операцій на Мальту.

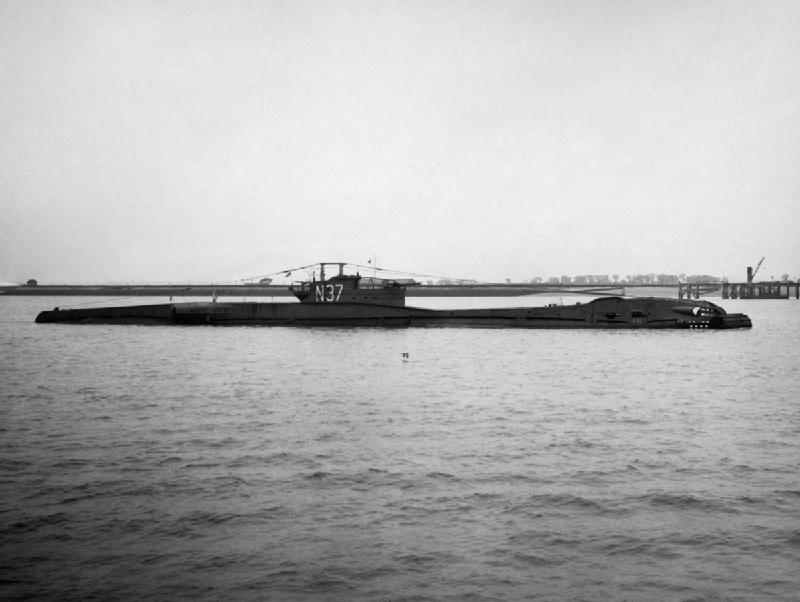
Підводний човен «Трешер», що доставляв вантажі на Мальту

Всі підводні човни, що прямували безпосередньо на Мальту або проходили її на шляху до Александрії, безсумнівно, перевезли максимум необхідних речей для захисту острова. Однак, через малі розміри цього типу воєнних кораблів, дуже мало могло бути привезене для мешканців острова.
Як наслідок, застаріліші човни, або ті, що більше не вважалися придатними для оперативного обслуговування, були зняті з патрулювання та спрямовані на виконання задач з доставки найбільш важливих вантажів, що ризиковано було відправляти на Мальту надводними кораблями. Ці підводні човни зазнавали певних змін у конструкційному обладнанні: з них демонтувалися зайві прилади, батареї, озброєння та звільнювалося максимум простору для майна. Зайвий баласт також знімався, а на прикладі човнів «Клайд», «Олімпус» та «Партіан», були навіть розширені люки в корпусі, щоб полегшити завантаження великогабаритних предметів, що доставлялися на острів. У такому імпровізованому вигляді, човни були здатні тільки на перехід до і з острова зі спроможностями вступати в бій у крайньому випадку, через обмеження, що виникали з розміщенням вантажів, пасажирів і зменшенням автономності дії під водою.
Великі підводні човни-постановники мін були, у зв'язку з їх конструкційними особливостями, здатні функціювати як перевізники вантажів без істотних змін, хоча зазвичай вони були позбавлені більшості бойових можливостей під час переходу. Умонтовані на зовнішній палубі надбудови для розміщення морських мін зовні міцного корпусу використовувалися для перевезення значного об'єму палива і вантажів у герметичній упаковці. Так, у червні 1942, на підводному мінному загороджувачі «Попос», демонтували значну частину акумуляторних батарей, щоб розмістити 14 тонн міді і 4 тонни вантажу; в такому стані човен провів багато переходів без помітних проблем.
Пасажири часто перевозилися підводними човнами, і це був єдиний надійний варіант переміщення персоналу на та з острова в будь-якій кількості. До речі, це не утворювало великих затримок з переходом корабля; пасажири були також корисні для регулювання диференту човна!

## Додаткові дані

### Перелік основних переходів підводних човнів на/з Мальту з вантажем
| Перелік основних переходів підводних човнів на/з Мальту з вантажем | Перелік основних переходів підводних човнів на/з Мальту з вантажем | Перелік основних переходів підводних човнів на/з Мальту з вантажем | Перелік основних переходів підводних човнів на/з Мальту з вантажем | Перелік основних переходів підводних човнів на/з Мальту з вантажем | Перелік основних переходів підводних човнів на/з Мальту з вантажем | Перелік основних переходів підводних човнів на/з Мальту з вантажем | Перелік основних переходів підводних човнів на/з Мальту з вантажем                                                             |
| №                                                                  | Підводний човен                                                    | Дата відплиття                                                     | Дата прибуття                                                      | Маршрут                                                            | Вантаж | Пасажири                                                           | Примітки |
| 1940                                                               | 1940                                                               | 1940                                                               | 1940                                                               | 1940                                                               | 1940 | 1940                                                               | 1940 |
| ------------------------------------------------------------------ | ------------------------------------------------------------------ | ------------------------------------------------------------------ | ------------------------------------------------------------------ | ------------------------------------------------------------------ | --- | ------------------------------------------------------------------ | --- |
| 1                                                                  | «Пандора»                                                          | 31 липня                                                           | 6 серпня                                                           | Гібралтар-Мальта                                                   | комплекти інструментів і 11 тонн запасних частин для винищувачів «Харрікейн», боєприпаси до 0,303 калібру зброї та 102 мішками пошти | 13 чоловіків наземного персоналу Королівських ВПС                  | винищувачі перелетіли 2 серпня під час операції «Харрі» з авіаносця «Аргус» перший випадок підтримки Мальти підводними човнами |
| 1941                                                               |                                                                    |                                                                    |                                                                    |                                                                    | |                                                                    | |
| 8                                                                  | «Роквол»                                                           | 3 червня                                                           | 12 червня                                                          | Александрія-Мальта                                                 | 15 тонн авіаційного гасу в цистернах плюс 1 478 каністр (13 302 галонів) авіаційного бензину, 45 тонн гасу, 2 тонн медичного майна, 147 мішків пошти, 2 мотки дроту | 24 пасажири                                                        | — |
| 10                                                                 | «Роквол»                                                           | 12 червня                                                          | 22 червня                                                          | Мальта-Александрія                                                 | 4 тони вибухівки, 100 пострілів 4-дюймових осколкових снарядів, 10 тонн майна, 130 тюків пошти; 2,5 тони вантажу для ВМС, 30 комплектів речового майна для матросів флоту | 17 пасажирів                                                       | також деталі для рульового пристрою на судно SS Essex, що перебувало на ремонті в доку Александрії                             |
| 16                                                                 | «Роквол»                                                           | 12 липня                                                           | 20 липня                                                           | Мальта-Александрія                                                 | 1 гребний гвинт, 40 ящиків 4,5-дюймових боєприпасів, 40 тюків пошти, запасний форштевень на легкий крейсер «Ковентрі», 48 ящиків майна для кораблів, майно ВПС та інженерне майно, 60 запасних коробів для авіаційних кулеметів | 18 пасажирів                                                       | — |
| 18                                                                 | «Кашалот»                                                          | 28 липня                                                           | †                                                                  | Мальта-Александрія                                                 | 17 тонн пошти та 16 тонн майна | 10 пасажирів                                                       | потоплений італійським есмінцем 30 липня 1941                                                                                  |
| 23                                                                 | «Отус»                                                             | 13 серпня                                                          | 20 серпня                                                          | Александрія-Мальта                                                 | 21 760 галонів авіагасу, 10 800 галонів гасу, 6,5 тонн медичного майна, 0,5 тонн армійського майна, 1 генератор на субмарину, 12 к-тів запасних частин на підводні човни типу «U», 90 мішків пошти | 18 пасажирів з майном                                              | — |
| 34                                                                 | «Тетрарх»                                                          | 26 жовтня                                                          | †                                                                  | Мальта-Гібралтар                                                   | — | 5 пасажирів                                                        | підірвався на мінному полі наприкінці жовтня 1941                                                                              |
| 1942                                                               |                                                                    |                                                                    |                                                                    |                                                                    | |                                                                    | |
| 56                                                                 | «Олімпус»                                                          | 8 травня                                                           | †                                                                  | Мальта-Александрія                                                 | — | —                                                                  | Загинув на мінному полі того ж дня; 86 загиблих, у тому числі пасажири ПЧ                                                      |
| 59                                                                 | «Клайд»                                                            | 30 травня                                                          | 8 червня                                                           | Гібралтар-Мальта                                                   | 105 тонн дизельного палива, 4 730 фунтів морського майна та запасних частин, у тому числі генератор на ПЧ, 4 293 димових генераторів вагою 65,5 тон, 3 278 фунтів провізії, 7 651 фунт майна Військово-торговельної служби Великої Британії, 114 тюків пошти, 532 фунти майна на підводні човни, 1 430 фунтів медичного майна, 4 481 фунт армійського майна, 8 тонн мастильних матеріалів | 10 пасажирів                                                       | — |
| 62                                                                 | «Партіан»                                                          | 8 липня                                                            | 18 липня                                                           | Гібралтар-Мальта                                                   | 10 900 галонів авіагасу, 25 тонн 4,7-дюймових снарядів, 32 тонни 4,7-дюймового кордиту, 6 тонн мила, 1 тонна порошкового молока, 500 галонів оливкової олії, 3 тонни механізмів зачищення від мін, 0,5 тонн валюти, 10,75 тонн різного майна, 7,5 тонн 20-мм боєприпасів та 13 авіаційних торпед                                                                                          | —                                                                  | — |
| 63                                                                 | «Клайд»                                                            | 20 липня                                                           | 29 липня                                                           | Гібралтар-Мальта                                                   | 88 тонн авіагасу, 40 тонн гасу, 7 тонн мінометних мін, 5,5 тонн радарного обладнання, 10 тонн оливкової олії, 3 тонни майна Військово-торговельної служби Великої Британії, 11 торпед Mk 8, 6 тонн 20-мм боєприпасів, 11 тонн майна ВМС, 4 тонни запасних деталей на підводні човни, 1,5 тонни багажу та 0,5 тонн пошти                                                                   | 5 пасажирів                                                        | — |
| 68                                                                 | «Клайд»                                                            | 22 серпня                                                          | 30 серпня                                                          | Гібралтар-Мальта                                                   | 36,5 тонн порошкового молока, 8,3 тонни 20-мм боєприпасів, 1 тонна морського майна, 0,3 тонни NAAFI, 1 тонна медмайна, 2 тонни різного вантажу, 12 18-дюймових торпед, 6 торпед Mk 8, 34 тонни дизеля, 8 тонн змащувальних матеріалів, 88 тонн авіагасу, 0,5 тонни пошти | —                                                                  | — |